# 도네강
도네강(일본어: 利根川, とねがわ 도네가와[*])은 일본의 강 중 하나이다. 오미나카미산에서 발원하여, 간토 지방을 북쪽에서 남동쪽 방향으로 가로질러 태평양으로 흐른다. 도네강 수계의 본류로, 일본 정부의 하천법에 따라 1965년부터 1급 하천으로 관리받고 있다. "반도타로" (坂東太郎)라는 다른 이름을 가지고 있는데, 반도타로는 도네강이 "간토 지방의 하천 중 장남 격이요, 일본에서 가장 길고 큰 강"임을 의미한다. 도쿄를 중심으로 하는 일본의 수도권의 거주민들을 위한 용수원으로 활용되고 있기 때문에, 도네강의 강수량이 수도권 지역의 취수에 영향을 주기도 한다.

## 지리

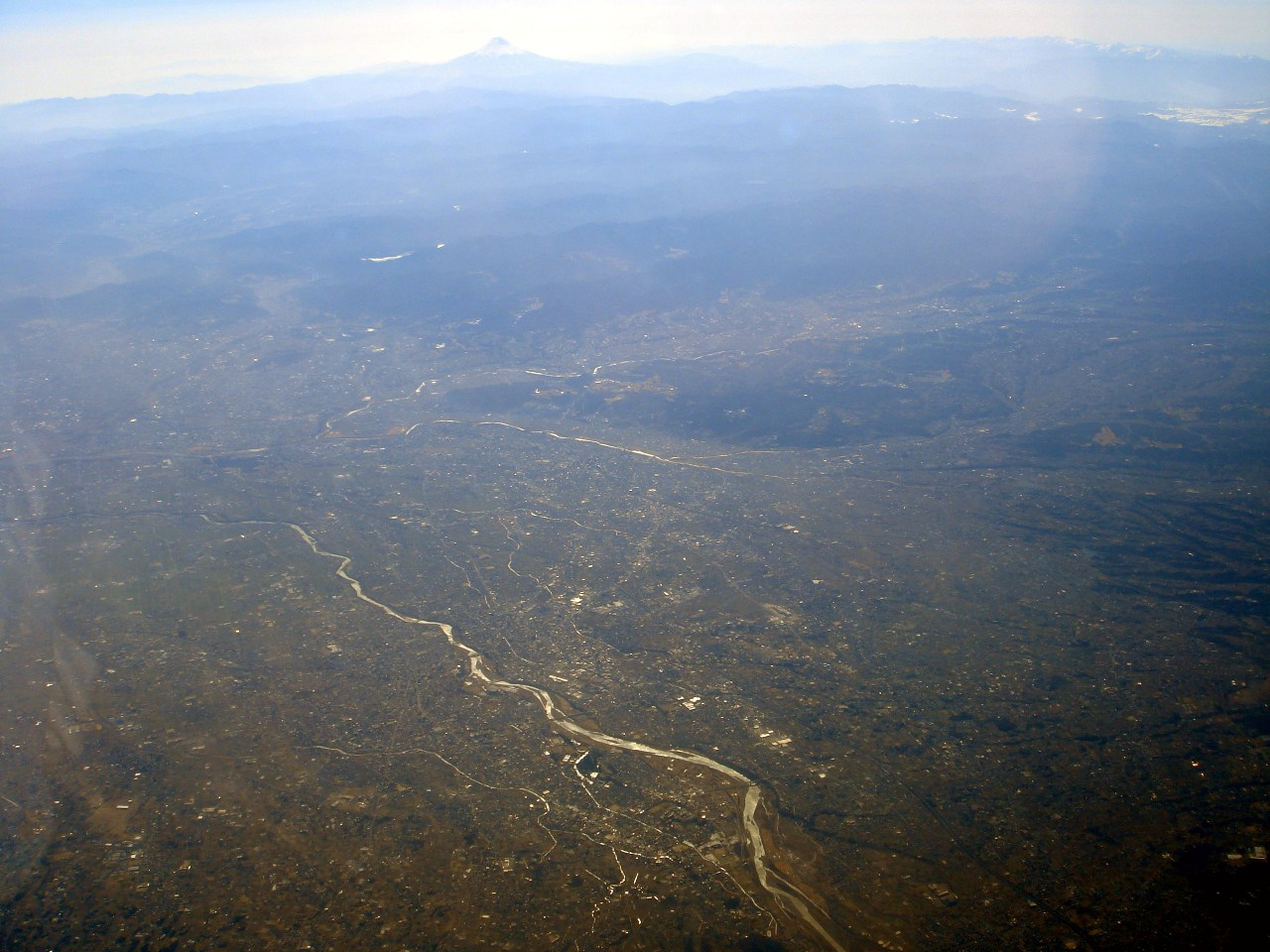
상류 (군마현 마에바시시)

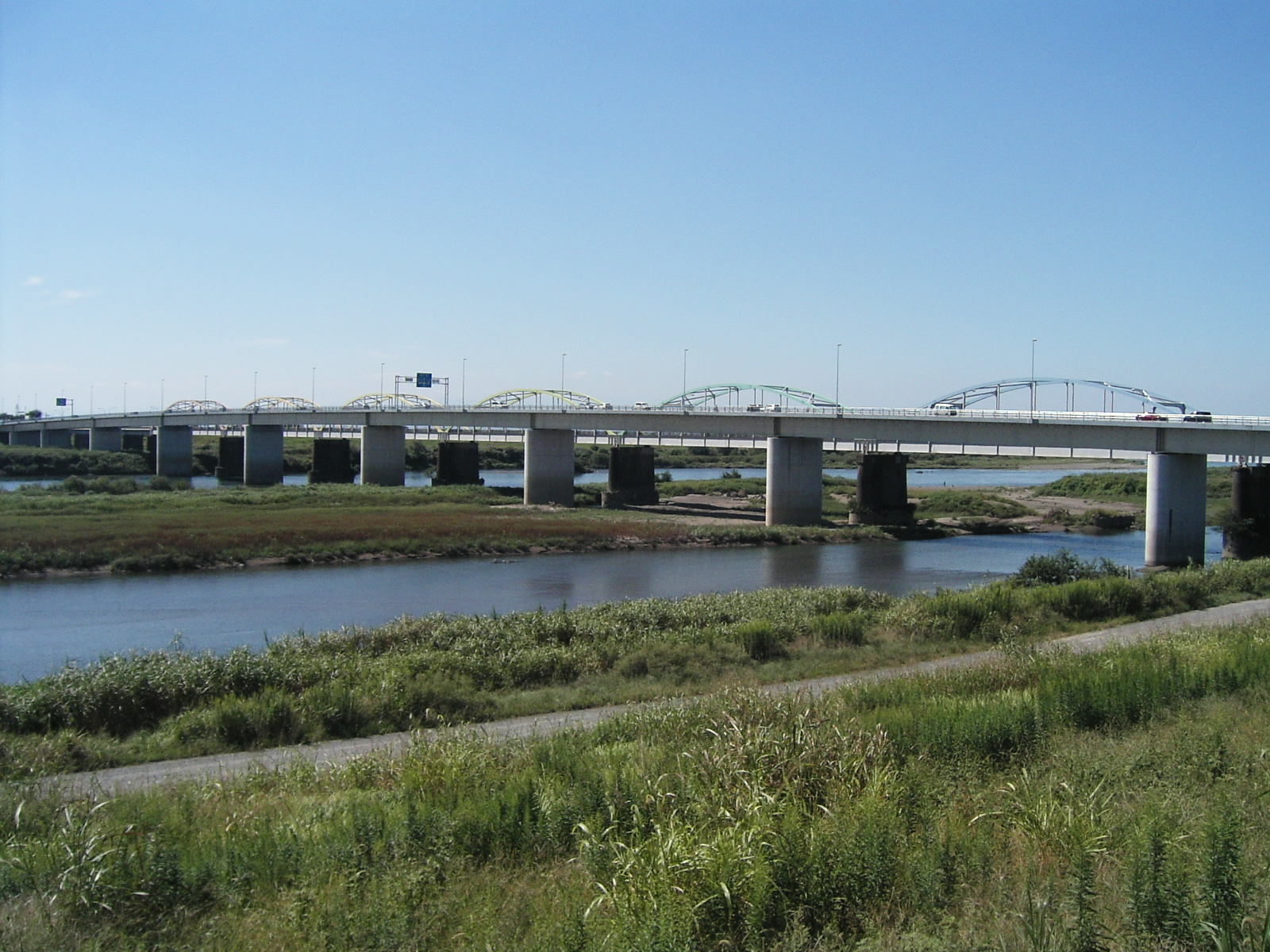
중류 (군마현 오라군 메이와정)

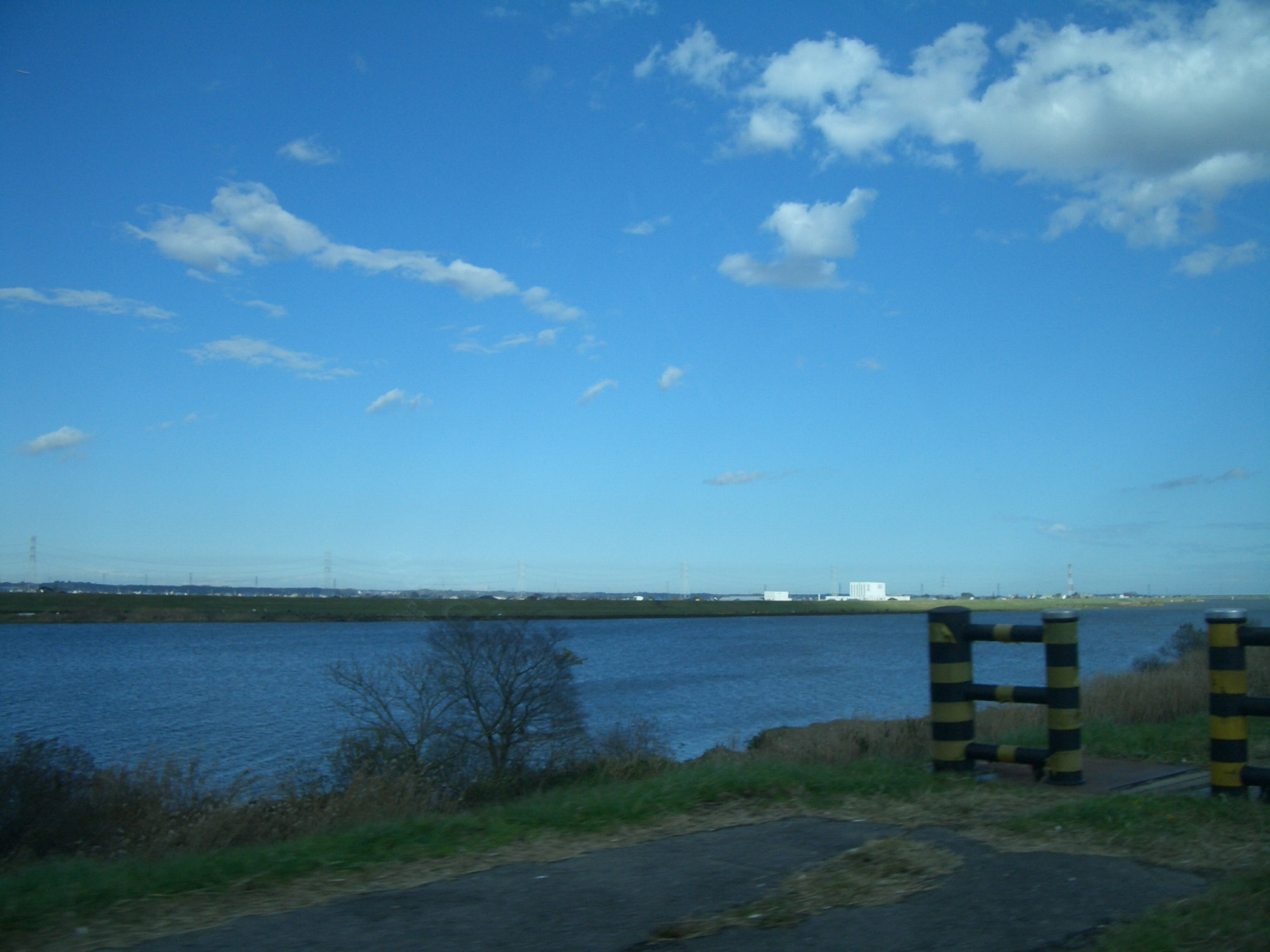
하류 (이바라키현 - 지바현 경계)

군마현 도네군 미나카미정에 자리하고 있는 미쿠니산맥의 오미나카미산(표고 1,840m)에서 발원한다. 남쪽으로 흐르다 다카사키시역을 거쳐 가라스강과 합류하면서 동쪽으로 방향을 바꾼다. 도쿄만으로 흐르는 에도강과 갈라진 뒤, 지바현과 이바라키현의 지리적 경계선을 이루며 동쪽으로 흐르다, 지바현 조시시 근처의 가시마나다에서 태평양과 합류한다. 총연장은 332km로, 시나노강에 이어 일본 내 2위, 유역면적은 약 16,840km2로 일본 내 1위이다. 간토 지방의 1개 도와 5개 현(가나가와현 제외)을 지나가며, 가라스강의 일부 지류가 나가노현 사쿠시에서 발원한다.
도네강의 상류와 중류, 하류는 보통 아래와 같이 구분된다.
- 상류: 오미나카미산의 발원지에서 군마현 이세사키시 얏타섬 (八斗島)까지.
- 중류: 얏타섬에서 지바현 노다시의 에도 강 분기점까지.
- 하류: 에도강 분기점에서 조시 시의 하구까지.

도네강이 오미나카미산에서 발원한다는 사실은 1954년 군마현 산악연맹의 "오쿠토네 수원 조사 등산대"에 소속되어 있던 30명이 밝혀냈다. 이들은 발원지를 찾아 강을 직접 거슬러 올라갔다. 발원지에 관련된 최초의 사료는 무로마치 시대에 쓰인, 미나모토노 요시쓰네의 일대기인 《의경기》로, 《의경기》에는 도네강의 발원지가 지금의 미나카미정 후지와라 부근이라고 적혀있다. 오미나카미산의 이름은 에도 시대 초반인 1640년대에 그려진 막부 공인 지도인 《쇼호구니에즈》에 처음으로 나왔다. 그러나 도네강의 정확한 발원지는 1835년에 그려진 《에도메이소즈카이》나 1858년에 그려진 《도네가와즈시》 등에서 서로 발원지를 다르게 표시하는 등, 오랫동안 밝혀내지 못해왔다. 메이지 시대 이후에는 강에 대한 조사가 본격화되어, 1894년과 1926년에 두 번의 조사를 한 후, 1954년 지금의 위치로 발원지를 확정했다. 이 밖에, 군마현 당국이 1975년에 전문가들을 모아 도네강 유역의 종합학술조사를 시행하기도 했다.
도네강의 출발점은 오미나카미산 북동쪽 사면, 표고 1,800m 부근에 있는 삼각형의 골짜기 끝이다. 원류부는 험준한 계곡인데, 크고 작은 못들에서 흘러나온 물들이 오쿠토네호로 모이게 된다. 야기사와 댐, 스다가이 댐, 후지와라 댐을 통과하면서 남서쪽으로 유로를 틀어, 미나카미 온천 부근에서 협곡을 형성하며 남쪽으로 흐른다. 미나카미정 쓰키요노에서 아카다니 천과, 누마타시에서 가타시나강과 합류하는데, 가타시나강과의 합류 지점에서 하안 단구를 형성한다. 누마타시에서 시부카와시 경계에 걸쳐서는 아야토 계곡을 형성하며 구불구불하게 흐르다, 시부카와시의 시내에서 아가쓰마강과 합류하여 마에바시시, 다카사키시를 통과한다. 다카사키시에서는 가라스강과 합류해, 이세사키시의 얏타섬에 이른다.
얏타섬 부근부터 강의 폭은 넓어진다. 군마현 사와군 다마무라정 부근에서 약 500m 수준으로, 사이타마현 구마가야시 지역에서는 약 900m 규모로 넓어지는 것이다. 도네 보 (利根大堰)에서는 무사시 수로가 갈라져, 도네강물을 아라카와강과 연결한다. 도네 보를 지나 와타라세강과 합류하여, 이바라키현 사시마군 고카정 가운데를 흘러 이후 남동쪽으로 흐르는데, 이 구간을 따라 이바라키현과 지바현의 경계선이 정해졌다. 노다시에서는 에도강과, 지바현 가시와시에서는 도네 운하와 갈라지며, 이바라키현 모리야시에서는 기누강, 도리데시와 기타소마군 도네정의 경계점에서는 고카이강과 합류한다. 가토리시와 도네강 하구언을 지나, 히타치토네강, 구로베강과도 합류한다. 두 강과의 합류 지점을 지나면서 강의 폭은 최대 1km까지 넓어지게 된다. 가미스시와 조시시의 지리적 경계를 이룸을 끝으로, 태평양으로 흘러 들어가게 된다. 도네강 하류 지역에는 일본에서 두 번째로 큰 면적을 보유한 가스미가우라호를 비롯하여, 기타우라, 인바 늪, 우시쿠 늪, 데가호 등 여러 개의 자연 습지가 만들어져 있다.

## 자연과 생태
도네강은 유역이 넓고 긴 강이기 때문에, 자연 환경과 생태계가 상류, 중류, 하류 지역에서 저마다 다르게 나타나곤 한다.

### 기후와 강물

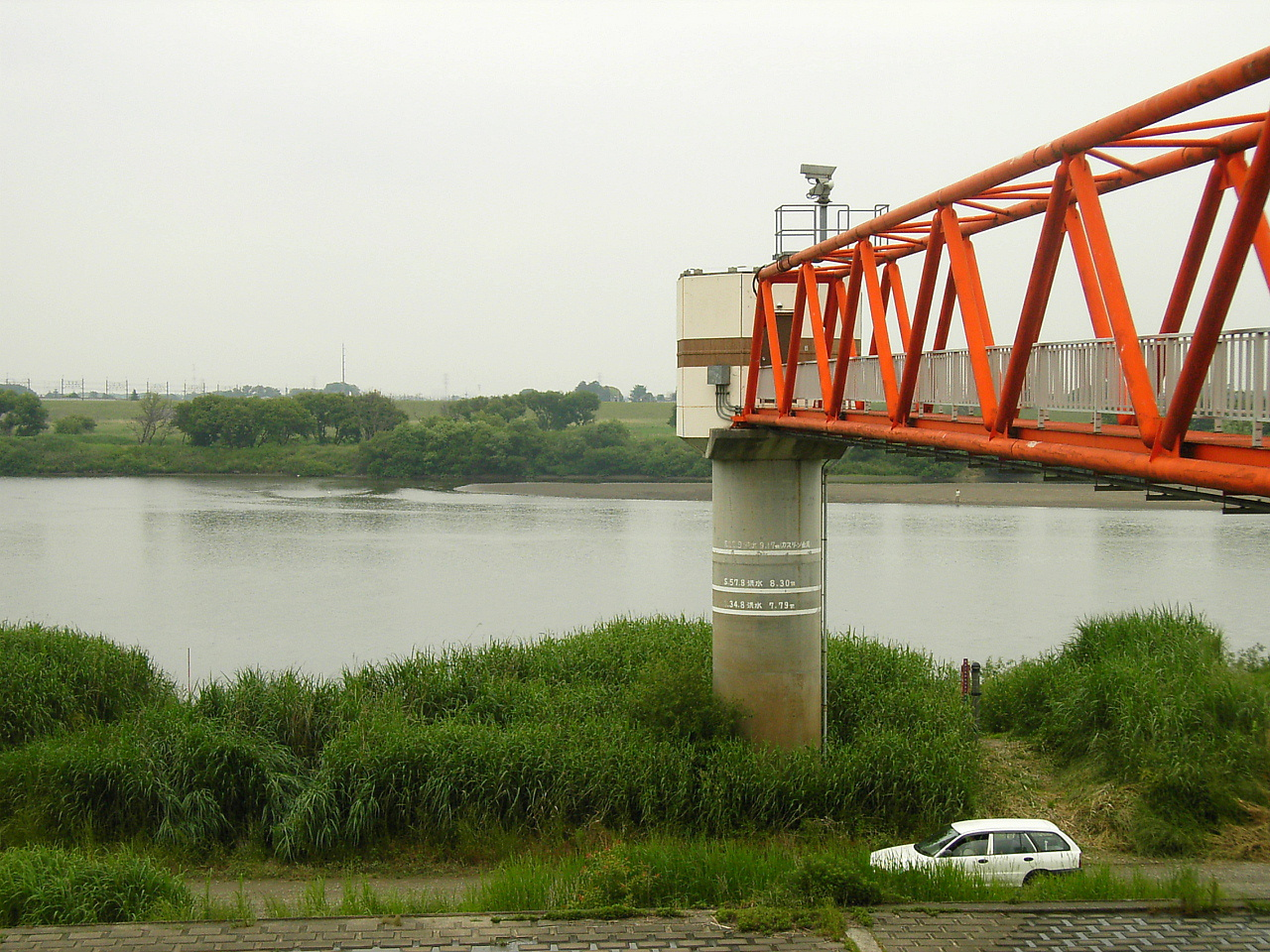
도네강 중류의 사이타마현 구키시 구리하시에 있는 국토교통성 간토 지방 정비국의 구리하시 관측소. 과거의 홍수 때 수위에 따라 기둥에 흰 빗금이 그어져 있다.

도네강 유역의 기후는 대체적으로 온난하고 습윤한데, 이는 도네강이 흐르는 간토 평야가 북태평양 기후의 영향을 받기 때문이다. 그러나 상류 지역, 중류 지역, 하류 지역이 모두 항상 온난하고 습윤한 기후를 보이지는 않으며, 계절에 따라 조금씩 차이가 있다. 강수량은 연평균 1,300mm로, 일본 전국의 연평균 강수량 1,700mm보다는 밑돌고 있다.
상류부는 미쿠니산맥을 비롯한 고산 지대에 자리하고 있어, 겨울철에 눈이 많이 내리고 기온이 매우 낮아진다. 상류부 지역은 간토 지방에서 비교적 많은 눈이 내리는 다설지에 속해 있어, 1955년부터 2002년까지의 연간 누적 적설량을 오미나카미산 발원지가 16m, 야기사와 상류부가 10 ~ 14m, 미나카미정 부근과 가타시나강 상류부가 2 ~ 10m을 기록하고 있다. 이렇게 쌓인 눈은 봄철이 되면 녹아, 도네강을 따라 흐르면서 수도권 지역에서 용수로 쓰이게 된다. 중류부는 여름철에 북태평양 고기압의 영향을 받아 기온이 비교적 높아지며, 맑은 날씨가 잦아진다. 2007년 8월 16일 구마가야시에서 기록된 기온인 섭씨 40.9도는 같은 날 기후현 다지미시에서 기록된 기온과 함께, 일본 최고 기온 기록으로 남아 있다. 또, 군마현과 도치기현에서는 여름철에 천둥과 번개를 동반한 비가 자주 내린다. 겨울철에는 시베리아 지역에서 건조한 계절풍이 불어오는데, 군마 지역에서는 예로부터 이러한 건조 계절풍을 "조슈의 강바람", "아카기의 바람", "하루나의 바람"이라고 불러왔다. 하류부는 구로시오 난류의 영향을 받아 습윤한 해안성 기후를 보이기 때문에 중류부보다는 폭염 현상이 비교적 덜 발생하는 편이나, 겨울철에는 흐린 날씨가 비교적 잦아진다. 비는 중류부와 하류부를 중심으로, 여름철과 가을철에 태풍이 불어올 때 가장 많이 내린다. 하지만 도네강의 연평균 강수량은 강수량을 처음으로 재기 시작한 1900년부터 꾸준히 줄어들고 있으며, 20세기 후반에 들어 많은 비가 내린 해와 비가 비교적 적게 내린 해의 강수량의 차이가 점점 벌어지고 있다.
도네강의 연간 유량은 약 91.5t으로, 시나노강, 모가미강, 아가노강, 기타카미강에 이어 일본 내에서는 5위이다. 이는 도네강보다 윗순위에 있는 하천들이 비록 유역 면적이 도네강보다는 좁지만, 모두 적설량이 많은 다설 지역을 흐르고 있기 때문이다. 연평균 유량은 사이타마현 구키시 구리하시의 관측 지점을 기준으로, 초당 290.43m3이다. 연평균 유량도 일본 전국의 강들 중에서는 5위에 속한다.

### 지리와 지질

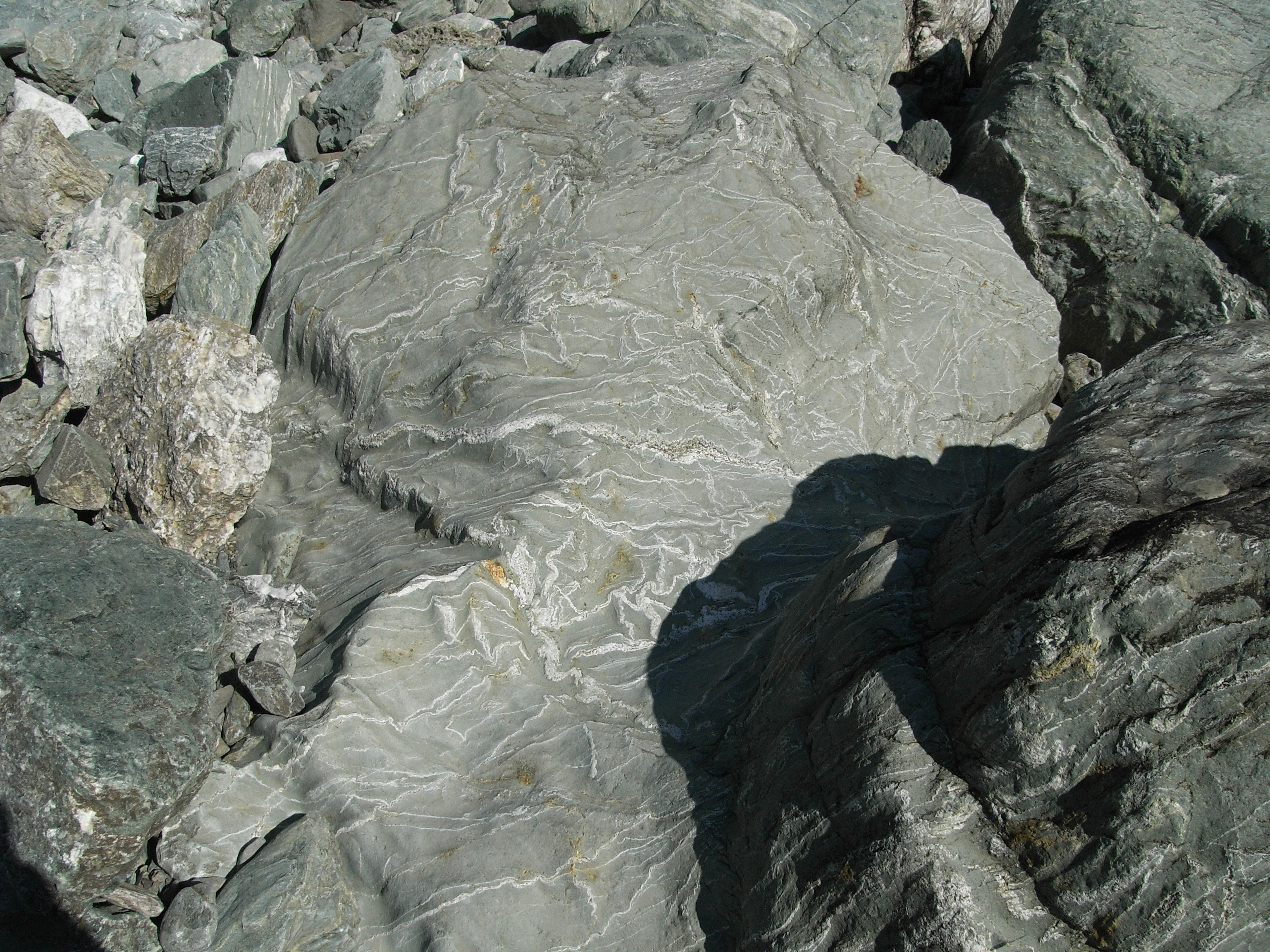
간나강의 지류인 산바강에서 생산되는 변성암들. "산바세키"라 불리는 이 변성암은 일본의 천연기념물 중 하나이다.

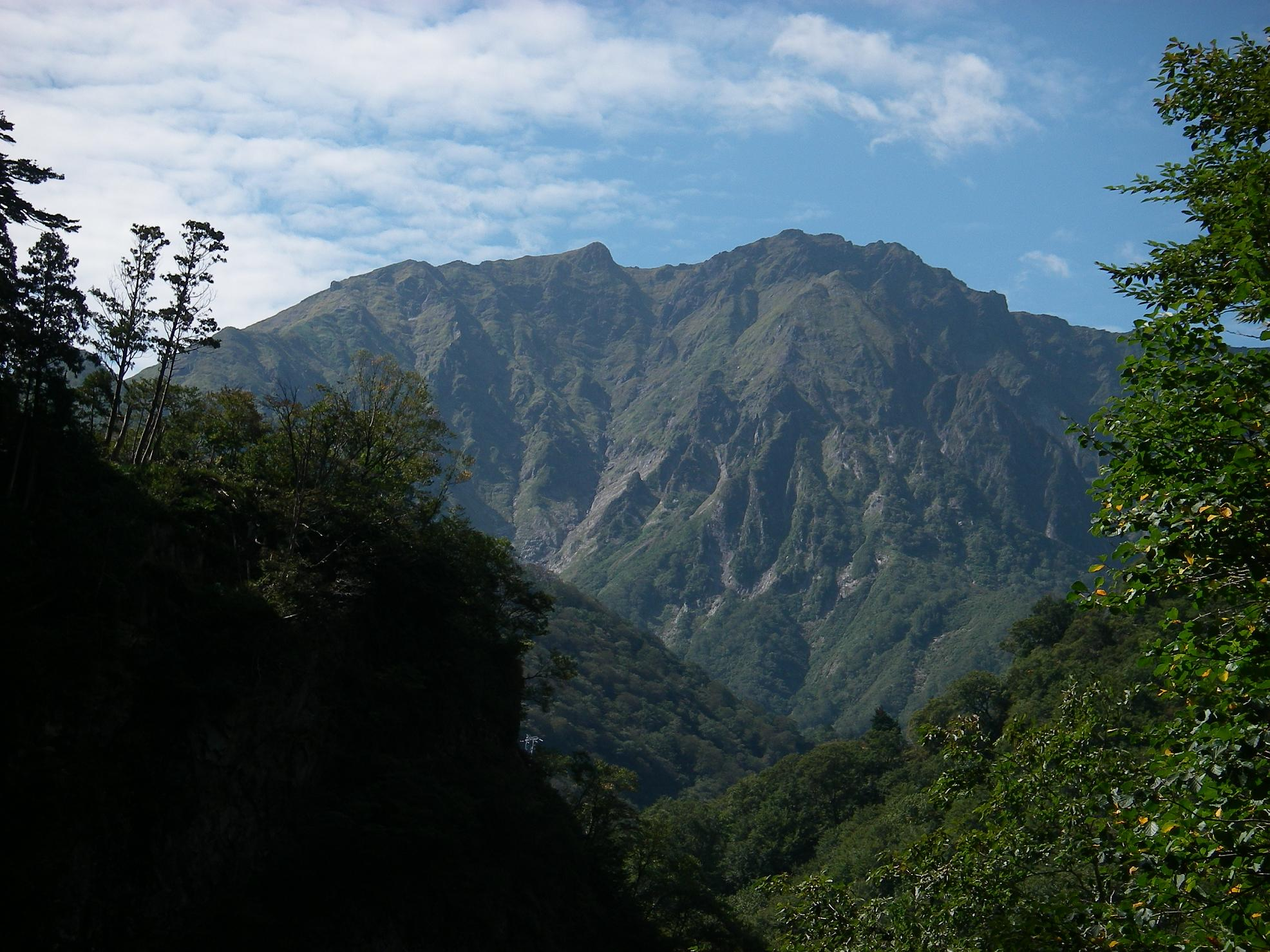
도네강과 시나노강의 분수령인 미쿠니산맥을 이루는 산 중 하나인 다니가와산.

도네강 유역의 상류부는 화산 활동으로 형성된 화산 지형이 대부분이며, 중류부와 하류부의 대부분은 충적 평야이다. 도네강 최상류부의 오쿠토네 주변은 신생대 고제3기에 형성된 화강암 지형이다. 그 밖의 산지들은 신제3기에 형성된 퇴적암 지형으로, 간토 산지, 야미조 산지, 아시오 산지는 고생대에서 중생대 사이에 걸쳐 형성된 각암, 사암, 점판암으로 이루어져 있다. 가라스 강 유역, 특히 간나 강 일대는 일명 "산바가와 변성대"라 불리는데, 간나 강의 산바 골짜기나 지류인 산바 강에서는 "산바세키"라 불리는, 녹색에 가까운 결정 편암 (변성암의 하나)이 다수 발견된다. 군마 현, 도치기 현 일대를 흐르는 지류들의 상류부에는 여러 개의 화산이 있는데, 화산들의 분출 활동으로 만들어진 화산 쇄설물층이나, 용암이 풍화한 화강암, 안산암, 응회암 등이 발견된다.
중류부와 하류부의 구릉지대와 홍적대지는 제4기에 형성되었는데, 과거 도쿄만에서 흘러와 퇴적된 모래와 진흙으로 형성된 시모우사 지층 등이 주를 이루고 있다. 이 지층 위에는 간토 롬층이 덮여 있다. 충적 저지대는 신생대 전기인 갱신새 말기부터 완신세에 걸쳐 형성된 두터운 충적층이 주를 이르며, 지금의 도쿄 만 연안부 등에서는 최대 60m에서 80m 사이까지 두꺼워진다. 한편, 제4기에 간토 산지 등 간토 평야를 에워싼 주변 산지의 융기 운동이 활발해지면서, 상대적으로 평야 중앙부가 침강하는 조분지 운동이 본격화되면서 충적 저지대에서는 상류에서 흘러온 토사가 충적층에 퇴적되었다. 그 후 침강한 평야 중앙부가 다시 융기하면서 그 곳으로 토사가 쌓여, 지금의 대지와 저지대를 형성하게 되었다. 이렇게 형성된 산지나 대지가 지금의 도네강과 도네강 수계의 분수계를 이루고 있다. 군마 현과 니가타현의 경계를 이루는 미쿠니산맥과, 군마현·도치기현·후쿠시마현의 경계를 이루는 다이샤쿠산맥, 그리고 이바라키현에서 도치기현에 걸쳐 있는 야미조 산지의 남쪽 사면과, 군마현·나가노현·사이타마현의 경계를 이루는 간토 산지의 동쪽 사면에 내리는 비가 도네강으로 흐르는 것이다.
미쿠니산맥은 태평양과 동해의 분수령을 이루고 있으며, 미쿠니산맥을 경계로 남쪽 사면은 도네강 본류를 비롯한 크고 작은 못의 발원지를 이루고 있다. 반면 북쪽 사면은 우오노강·나카쓰강 등, 시나노강의 수계를 이루고 있다. 다이샤쿠산맥에 속한 난타이산, 닛코시라네산, 오제고원 등지는 남쪽 사면과 동쪽 사면에 내린 비가 각각 기누강, 가타시나강으로 흘러 도네강과 합류하지만, 북서쪽 사면에는 오제 늪을 수원으로 하는 다다미강이 흐르며, 다다미강은 아가노강과 합류한다. 야미조 산괴, 도리코 산괴, 게이조쿠 산괴, 쓰쿠바 산괴를 포함하는 야미조 산지와, 야미조 산괴에서 이어지는 우쓰노미야시 부근의 대지, 이바라키현 중남부에 펼쳐진 조소 대지도 남북 사면으로 나뉘는데, 남쪽 사면으로는 기누강·고카이강 등이 흘러 도네강과 합류하지만, 북쪽 사면으로는 도키가와강·아라카와강, 히누마강 등 나카강의 지류들이 태평양으로 흐른다.
간토 산지 북부와 아사마산, 묘기산, 아라후네산 등 군마현과 사이타마현 서부에 있는 산지들에서는 대부분 동쪽 사면으로 아가쓰마강, 가라스강, 오야마강 등이 도네강으로 흐르지만, 사이타마현에 속한 남쪽 사면으로는 아라카와강의 지류들이 아라카와강에 합류하여 도쿄만으로 흐른다. 서쪽 사면으로는 시나노강의 지류인 지쿠마강이 흐른다. 그리고 사이타마현 북부의 대지는 제3기 이후 한때 도쿄만의 물이 들어와 가라앉았다가, 제4기 이후 해퇴 운동으로 바닷물이 빠지면서 아카기산, 하루나산이 발달하고, 도네강과 아라카와강 상류에서 운반된 토사물이 쌓이면서 형성된 것이다. 이 대지는 가조시, 삿테시, 구키시 일대에 이르러 차차 고도가 낮아지는데, 이 지역에 모인 물들은 도네강 또는 나카가와강으로 흐르게 된다.

### 지하자원

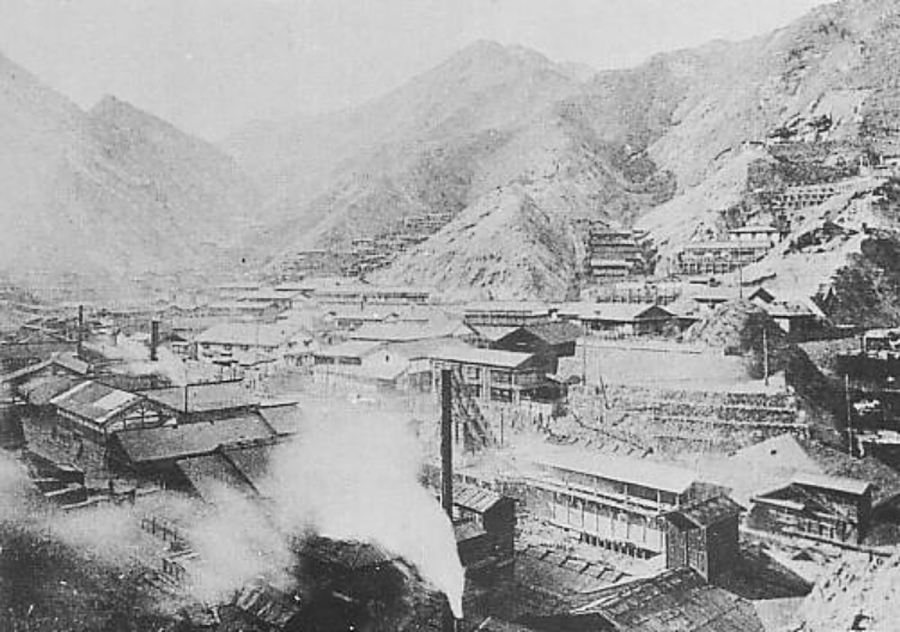
1895년 경의 아시오 광산. 1973년에 문을 닫았다.

도네강 유역에서는 금, 은, 구리, 망간, 철광석 등의 금속 자원과, 석회암, 유황, 천연 가스 등의 비금속 자원이 매장되어 있다. 금속 자원 중 특히 구리는 도네강 유역의 아시오 광산에서 1973년까지 생산해왔다. 이 밖에, 금과 은이 도네강 본류의 상류부와 기누강 상류부에, 망간이 와타라세강 유역에, 철광석이 아가쓰마강 상류부에 매장되어 있다.
한편 비금속 자원 중 유황은 아가쓰마강 상류에, 석회암은 가라스강 유역에 매장되어 있다. 또 석재로는 도치기현의 오야이시 (大谷石)나, 군마현의 산바세키가 담이나 고급 정원석 용도로 채굴되고 있다. 또 천연 가스는 도네강 하류 일대, 에도강 하류 일대의 미나미칸토 가스전 등지에서 채취되고 있다. 1956년 이후 천연가스 채취가 에도강 하류의 도쿄도 고토구, 지바현 이치카와시·후나바시시에서 활발히 이루어져 왔으나, 공업용수를 얻기 위해 지하수를 너무 많이 뽑아내고, 천연 가스를 오랫동안 채취하면서 지반이 침하하기 시작했다. 이 때문에 도쿄도와 지바현 당국은 가스전 일대의 민간 채굴 사업자로부터 1972년에 가스 채취권을 사들여, 채취를 금지하였다. 이 때문에 지금은 가스를 채취하지 않고 있다.

### 식생과 곤충

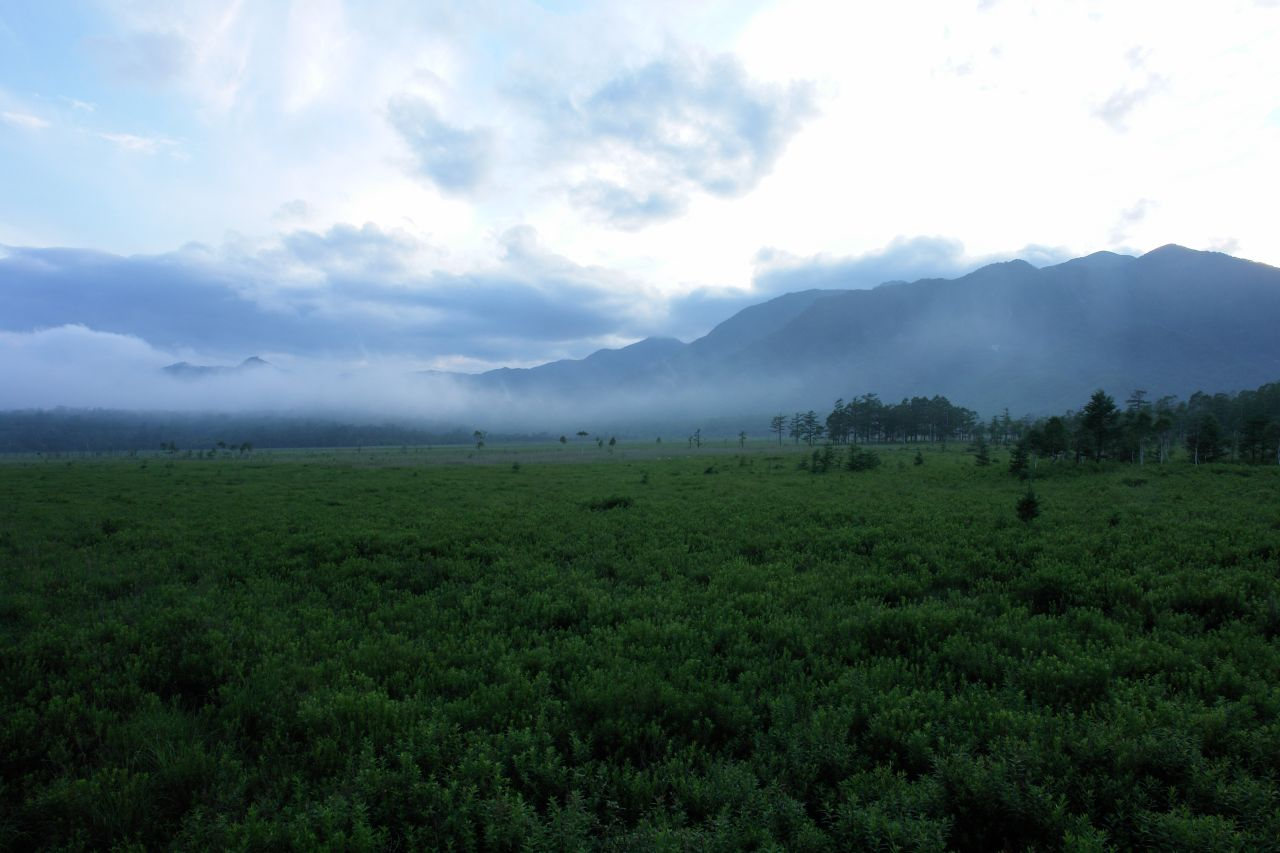
닛코시의 센조가하라는 고층습원으로, 여러 종류의 고산 식물이 자란다.

도네강의 식생도 상류, 중류와 하류에서 조금씩 다르게 나타난다. 상류에서는 산악 지대인 오제나 아사마산 북쪽 기슭을 중심으로 고산 식물이 자라며, 센조가하라는 물이끼와 넌출월귤이 자라는 고층습원이다. 또, 상류 지역은 고도에 따라서도 식생이 다르게 나타난다. 표고 1,600m 이상의 고산 지대에서는 상록침엽수들이 자라는데, 주로 일본 전나무 고유종인 "시라비소", 좀솔송나무가 자란다. 표고 700 ~ 800m대에서는 너도밤나무와 물갈나무 등이 자란다. 하지만 와타라세 강의 발원지인 아시오 산지는 아시오 광산이 개발되던 당시에 유출된 연기들 때문에 생태계가 크게 무너졌다.
한편 중류에서는 상록활엽수림인 동백, 붉가시나무, 모밀잣밤나무 등 원래부터 자생하던 나무들의 수가 점점 줄어들고 있다. 대신 주택과 농경지가 늘어나면서, 사람들이 심어 놓은 삼나무와 편백 따위의, 재조림을 목적으로 심은 나무들의 수가 늘어나고 있다. 한편 둔치에서는 갈대와 억새류, 쇠뜨기, 개여뀌, 금방동사니 등이 자라고 있으며, 하류 지역에서는 부들과 야생쌀을 볼 수 있다. 갈대 군락은 중류와 하류의 호소나 늪과 같은 습지대에서 주로 볼 수 있는데, 특히 대규모 갈대 군락이 자생하는 와타라세 유수지에서는 하늘지기류, 물옥잠, 등골나물 등 멸종위기종들도 자생하고 있다. 도네강 유역에서 자라는 식물들의 종수는 2002년 국토교통성이 조사한 바에 따르면 666종이다. 조류는 물에 영양분이 적은 상류에서는 잘 자라지 않으며, 중류와 하류에서 규조류가 주로 자라고 있다. 그러나 가스미가우라 지역은 수질이 점차 나빠지면서 여름철에 미크로시스티스가 대량으로 증식해 녹조 현상이 일어나고 있다.
도네강 유역에는 외래 식물종도 자라고 있다. 중류 지역에서는 양미역취나 돼지풀이, 하류에서는 가시박, 큰물수세미, 물배추가 자라고 있는데, 이들을 비롯한 외래 식물종들이 생태계를 변화시킨다고 판단한 일본 환경성은 "특정 외래생물의 유입에 따른 생태계 등의 피해 방지에 관한 법률", 곧 "외래생물법"에 따라 도네 강의 외래 식물종들을 "특정 외래생물"로 지정하여, 도네 강의 관리를 책임지고 있는 국토교통성과 협력하여 외래 식물종들을 제거하고 있다.
도네강 유역의 곤충들은 절지동물인 거미목 곤충들을 중심으로, 2002년 국토교통성이 조사한 바에 따르면 975종이 서식하고 있다. 이 중 딱정벌레목이 397종, 나비목이 170종, 노린재목이 125종, 거미목이 84종을 차지하고 있다. 상류의 고산 지대에서는 눈나비, 높은산노랑나비, 갈구리신선나비, 실잠자리, 큰별박이왕잠자리 등 산지에서 잘 자라는 곤충들이 서식하고 있다. 한편 중류와 하류에는 거미목, 나비목 등이 주로 서식하는데, 이들 중 왕오색나비는 일본 정부에서 "나라나비"로 지정한 상태이다. 이 밖에, 실잠자리목과 청솔귀뚜라미 등 희귀종들도 서식하고 있다. 한편, 강 유역의 히누마 늪에는 노랑실잠자리, 고유종인 히누마실잠자리 등이 서식하고 있다.

### 동물

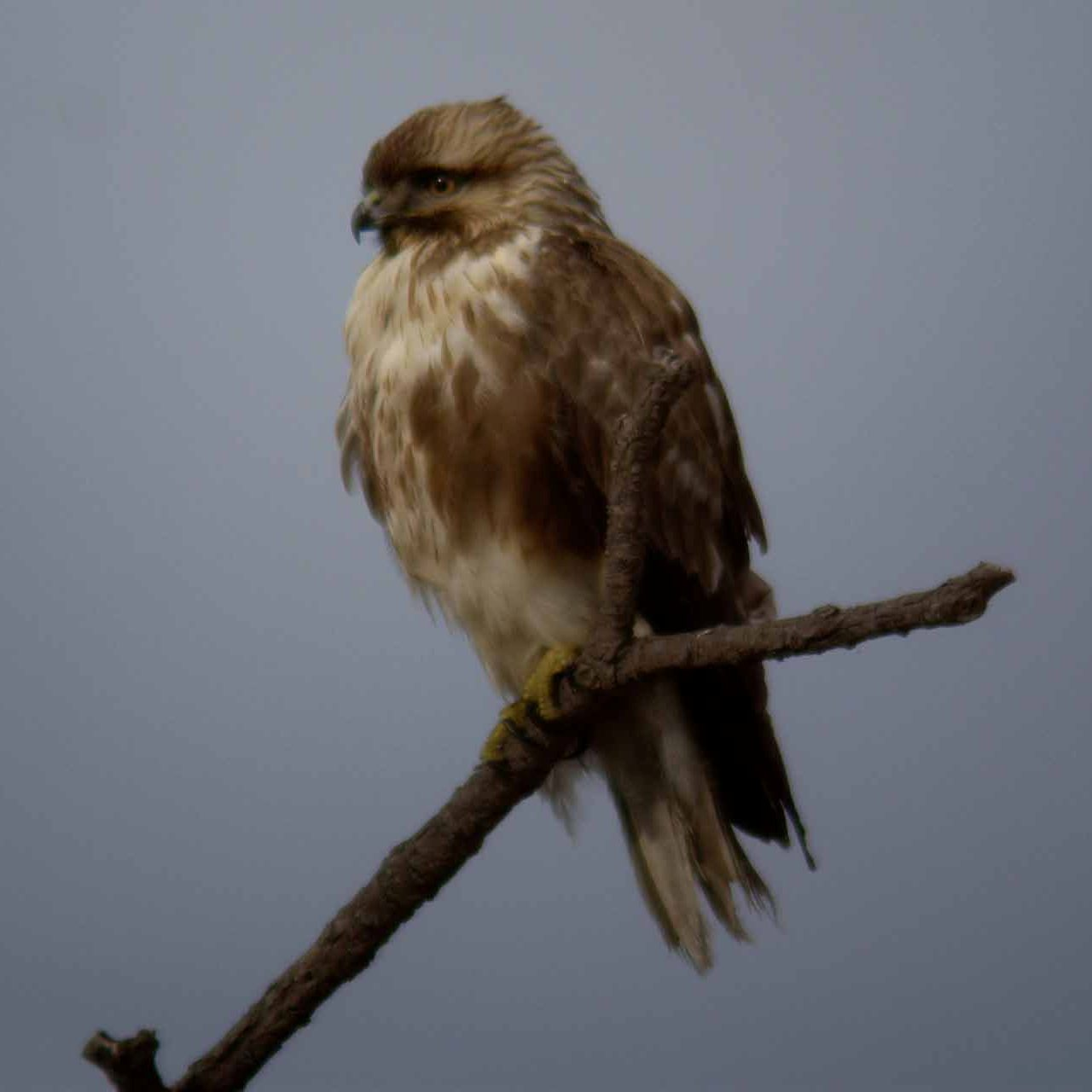
와타라세 유수지를 중심으로 서식하는 말똥가리.

상류 지역의 산지를 중심으로 반달가슴곰, 일본원숭이, 일본사슴 등이 서식하고 있으며, 중류와 하류 지역에서는 인간의 택지 개발과 농경 생활이 이루어지면서 대형 동물들은 서식하지 않고 있다. 대신, 여우나 너구리, 산토끼, 일본족제비, 작은일본두더지 등이 서식하고 있다. 1994년 국토교통성이 조사한 바에 따르면, 포유류는 12종 이상, 파충류는 5종, 양서류는 4종이 서식하고 있는데, 일본 정부가 "1급 수계"로 지정한 일본 내 다른 대규모 하천들에 비해서는 생물다양성이 약하다. 상류에는 1급수 지표 생물인 꼬리치레도롱뇽의 아종인 일본꼬리치레도롱뇽이 살고 있다. 외래종으로는 늪너구리 (뉴트리아), 사향쥐, 황소개구리 등이 서식하고 있으며, 일본 정부는 이 외래종들을 모두 생태계를 교란하는 "특정 외래생물"로 지정하여 감시하고 있다.
조류는 곤충들과 식물들이 많은 중류와 하류에서 많이 사는데, 상류 지역, 중류 지역, 하류 지역에 따라 서로 다른 종들이 살고 있다. 상류에는 참수리, 검둥수리, 뿔매 따위의 맹금류나, 바위종다리, 잣까마귀 따위의 고산 조류가 산다. 야기사와 댐·후지와라 댐 등 도네강 상류에 있는 댐들에서 이들의 서식이 확인된 바 있다. 이 밖에 계곡 등에는 물총새, 할미새사촌 등이 살고 있다. 중류와 하류에는 참새, 까마귀, 멧새 등 개체가 많은 종 뿐만 아니라, 갈대 군락지를 중심으로 논병아리도 살고 있다. 철새로는 큰고니, 고니가 가스미가우라에 찾아오며, 와타라세 유수지나 와타라세강 합류부의, 자연 식물들이 많이 자라는 곳들을 중심으로 왕새매, 개구리매, 말똥가리, 붉은뺨멧새 등의 맹금류와 오리, 도요과, 물떼새과 등이 철에 따라 찾아오거나, 머무른다. 외래종으로는 2003년 도리데시가 처음으로 "특정 외래생물"로 지정한 상사조 (Leiothrix lutea)가 확인된 바 있다. 도네 강 유역에서 살아가거나, 철에 따라 오가는 새들은 모두 136종이다.

### 어류와 수생생물

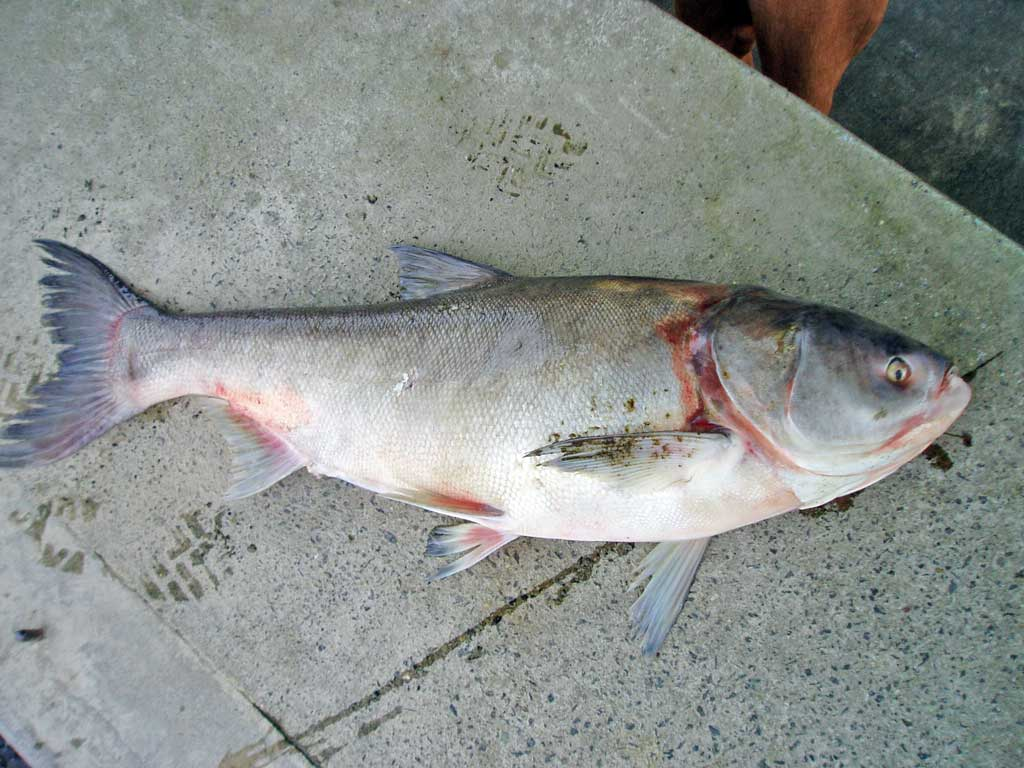
백연은 중국 지역에서 온 외래종이다. 산란철에는 도네 강 중류까지 거슬러올라 알을 낳는다. 사진은 어른 백연이 붙잡힌 모습이다.

모두 8목 13과 43종의 어류가 도네강에 살거나, 오가는 것으로 확인되었다. 상류에는 주로 곤들매기, 산천어, 기생개구리가, 중류에는 피라미, 잉어, 금붕어, 참붕어, 장어 등이 서식하며, 멸종위기종인 "제니다나고" 도 서식하고 있다. 하류에는 숭어, 농어, 문절망둑, 멸치 등이 올라와서 살며, 하구부에는 감성돔과 가자미 등 주로 바닷물고기들이 살고 있다. 초어 (草魚), 백연 등 중국 지역에서 온 외래종들은 점점 개체 수가 늘어나고 있는데, 매년 여름철이 되면 국도 제4호선 도네가와 교 근처에서 뛰어오르는 모습을 볼 수 있다.
도네강으로 들어오는 회유어로는 연어와 은어가 대표적이다. 회유어는 에도 막부 이래 일본 정부가 시행한 용수로 건설, 제2차 세계 대전 이후 일본 정부가 실시한 도네강 유역의 특정 지역들의 종합 개발 계획 등으로 댐과 보 (洑) 가 도네강 곳곳에 세워지면서, 한때 그 개체 수가 크게 줄어들었었다. 특히 하구에서 154 km 떨어진 도네 보는 회유어들이 강을 거슬러 올라오는 길의 큰 장애물이었다. 이 때문에 도네 보의 관리를 책임지던 수자원개발공단 (지금의 독립행정법인 수자원 기구)은 1983년부터 연어가 강을 거슬러 올라오는 시점을 조사하기 시작하여, 1995년부터 1996년 사이에 어도의 신설과 개축을 실시했다. 2005년부터는 환경보호단체의 요구를 받아들여, 은어가 강을 거슬러 올라오는 시점과, 바다로 내려가는 시점에 보의 문을 여닫기로 하였다. 이와 같은 시민들과 정부의 협력으로, 도네 보를 오가는 은어와 연어의 개체 수가 해마다 늘어나고 있다. 한편 도네강 하구언은 건설 과정에서 일본재첩의 생식에 막대한 영향을 끼치게 될 것이라는 환경단체의 지적을 수용해 설계를 개선한 바 있다. 특정 외래생물로는 블랙배스와 블루길이 하구언을 중심으로 서식하고 있으며, 찬넬메기 (찬넬동자개)도 서식 영역을 넓히고 있다. 또, 송사리의 천적인 모스키토피시 (Gambusia affinis)의 서식도 확인된 바 있다.
수생·저생생물로는 177종이 확인되었다. 상류와 중류를 중심으로 날도래목, 강도래목, 하루살이목이 서식하고 있으며, 강바닥이 진흙과 모래로 되어 있는 하류에는 우렁이, 왼돌이물달팽이, 갯지렁이, 실지렁이 등이 살고 있다. 도네강 하류 유역은 야마나시현 고후 분지, 후쿠오카현과 사가현의 지쿠고강 하류와 함께 일본산 흡혈충병의 발생지로 알려져 있는데, 이 흡혈충들의 중간숙주인 다슬기가 살고 있기 때문이다. 그러나, 1973년에 몸에서 기생충의 알이 나온 환자의 사례를 끝으로, 기생충 환자는 더 이상 확인되지 않고 있다. 대신, 강바닥을 굳게 만들고 퇴적물을 먹이로 하는 다른 생물들의 유입을 방해하여 생태계를 변형시키기 때문에 일본 정부가 특정 외래생물로 지정한 바 있는 바다살이민물담치 (Limnoperna fortunei)가 아비코시와 인자이시, 그리고 가스미가우라에서 확인된 바 있다.
도네강 유역의 내수면 어획량은 일본 전국의 총 어획량에서 30%의 비중을 차지하고 있으며, 일본에서 가장 많은 인구가 거주하고 있는 도쿄권과 가깝기 때문에, 어업협동조합이 세워져 어민들이 어획 활동을 자립적으로 관리하고 있다. 도네강이 지나가는 1도 5현의 81개 조합이 저마다 일본 정부로부터 제1종, 제2종, 제5종 어업 면허를 딴 상태이다.

## 명칭
"도네강"이라는 이름의 문헌 상의 근거는 《만요슈》 40권에 실린 "아즈마우타" (東歌; 동쪽 지방의 노래) 중 "고즈케국의 노래" 부분에 실린 와카이다.
刀祢河泊乃　可波世毛思良受　多太和多里　奈美尓安布能須　安敞流伎美可母
 利根川の　川瀬も知らず　ただ渡り　波にあふのす　逢へる君かも
— 《만요슈》 40권, 아즈마우타 중, "고즈케국의 노래"에서.

이 와카는 고대 일본어로 쓰인 것으로, 한국어의 이두처럼 문장을 한자로 옮기면서 음에 맞는 글자를 따 온 것이다. 현대어로는 대개 "도네강에서 여울이 흐르는 곳임을 깨닫지도 아니하고 강을 건널 제 문득 덮치는 물보라처럼 그대를 만났어라" 정도로 풀이한다. 이 시는 서민 여성들이 사용하는 "기물진사", 즉 자연물에 감정을 이입하는 표현 방식이 들어간 소몬카(相聞歌)이다. 여기에 대해 이누카이 다카시는 자신의 저서인 《만요의 여행》 중권에서 고즈케국의 노래에 등장하는 강의 너비가 와카의 화자가 건널 수 있었던 정도임을 생각할 때, 도네강에서 와카에 등장하는 지역은 누마타시와 시부카와시 사이의 지역일 것이라고 추정했다.
와카에 쓰인 "刀祢" (도네)의 참의미에 대해서는 현재까지 뚜렷하게 밝혀진 바가 없으며, 여러 개의 가설만이 존재한다. 강이 흐르는 지역인 도네군에서 음을 땄다는 설, 강의 발원지의 주변에 있는 뾰족한 봉우리, 즉 "도키미네" (尖き峰)의 발음이 뒤바뀌었다는 설, 발원지인 오미나카미산의 별칭인 "도네다케" (일본어: 刀嶺岳, 刀祢岳, 刀根岳)에서 따왔다는 설, 도네노아타이 (等禰直), 또는 도네쓰히코 (椎根津彦)라는 신에서 따왔다는 설 등이 있다. 한편, 어원에 얽힌 설 중에는 아이누어로 "톤나이"에서 유래했다는 설이 있는데, 이 "톤나이"에 관한 해석도 "거대한 골짜기"나 "늪과 호수처럼 넓고 큰 하천" 등으로 나뉜다.
한편 도네강의 별명인 "반도타로"는 아시가라 고개에서 우스이 고개까지 경계를 그은 다음, 그 동쪽 지역을 묶어 일컫던 "반도"에서 유래했다. "반도 지방을 흐르는, 일본에서 가장 길고 큰 강"이라는 뜻이다. 비슷한 형태로 별칭이 붙은 강으로는 "쓰쿠시 지방을 흐르는, 일본에서 두 번째로 길고 큰 강"이라는 뜻의 "쓰쿠시지로" (筑紫次郎)라는 별명이 붙은 지쿠고 강, "시코쿠섬을 흐르는, 일본에서 세 번째로 길고 큰 강"이라는 뜻의 "시코쿠사부로" (四国三郎)라는 별명이 붙은 요시노강이 있다. 한편, 주고쿠 지방의 고노카와강은 "주고쿠타로"라는 별명이 붙어 있는데, 이는 다른 강들과는 무관하다. 또 지금의 도네 강은 시나노강, 요도강 등 다른 지역의 강들과는 다르게, 발원지에서 하구까지의 전 지역에서 모두 "도네강"이라는 하나의 이름으로 불린다.

## 유역

도네강의 개략적인 유역도. 살구색 선 안쪽이 모두 도네강 유역의 하천들이다.

도네강의 유역 면적은 총 1만 6,840km2이다. 이는 시코쿠 지방의 면적의 약 80% 정도와 맞먹는다. 이 유역 면적에 속하는 지역을 흐르며, 도네강에 합류하거나 분기하는 모든 하천들을 도네강 수계로 묶는다. 도네강 수계에 속하면서 마지막에 도네강에 합류하는 지류들의 수는 815개로, 요도강 수계의 964개, 시나노강 수계의 880개에 이어 일본 내에서 3위에 해당한다. 유역에 속한 행정 구역은 도쿄도를 비롯하여 이바라키현, 도치기현, 군마현, 사이타마현, 지바현, 나가노현의 1도 6현 221시구정촌으로, 일본 전체 인구의 10%에 해당하는 약 1,200만 명이 도네강 유역에 살고 있다.

### 본류
도네강 본류의 길이는 오미나카미산의 발원지에서 태평양의 하구까지 322km이며, 발원지에서 태평양까지 이르는 동안 지나는 행정 구역은 군마현·사이타마현·이바라키현·지바 현의 4현, 25시 14정 1촌이다. 1896년에 제정된 최초의 하천법(일명 "구 하천법")에 따라 정부의 관리를 받기 시작했으며, 1897년 9월 11일에 내무성 고시 제59호에 따라 "관리 지정 하천 구역"이 되었다. 제2차 세계 대전 이후인 1964년에 하천법이 개정되면서, 하천 등급제가 도입되자, 1965년 3월 24일에 건설성 정령 (政令)으로 도네강 유역의 "관리 지정 하천 구역" 전역이 1급 하천 구역으로 지정되었다.
현재 하천법에 따라 1급 하천으로 지정되어 있는 도네강의 상류 끝은 군마현 도네군 미나카미정, 하류 끝은 이바라키현 가미스시와 지바현 조시시 사이에 낀 하구 로, 발원지부터 하구까지 모두 1급 하천 구역으로 지정되어 있다. 그리고 이 중 국토교통성이 직할하는 "지정 외 구간"은 군마현 이세사키시와 군마현 사와군 다마무라정 사이를 흐르는 구간에서, 이바라키현 가미스시와 지바현 조시시 사이에 낀 하구까지로, 지바현 도리데시와 지바현 아비코시의 경계인 오토네 교를 기준점으로 하여 국토교통성 간토 지방 정비국 도네강 상류 하천 사무소와 도네강 하류 하천 사무소가 강을 나누어 관리하고 있다. 한편 지정 외 구간의 상류 끝인 이세사키시 ~ 다마무라정 구간에서, 오미나카미 산의 발원지까지는 하천법 제9조 제2항에 따른 "지정 구간"으로서, 국토교통성이 군마현지사에게 관리를 위탁하고 있다. 이 때문에 다카사키시 이북 구간은 군마현이 하천 관리를 맡고 있는데, 야기사와 댐 호수 상단부에서 후지와라 댐 바로 아래까지의 구간은 예외로 국토교통성이 직접 관리한다.
| 현 (県)    | 시정촌 (상류 → 하류 순) |
| ---------- | --- |
| 군마현     | 도네군 미나카미정, 누마타시, 도네군 쇼와촌, 시부카와시, 기타군마군 요시오카정, 마에바시시, 다카사키시, 사와군 다마무라정, 이세사키시, 오타시, 오라군 오이즈미정, 오라군 지요다정, 오라군 메이와정, 오라군 이타쿠라정 |
| 사이타마현 | 혼조시, 후카야시, 구마가야시, 교다시, 하뉴시, 가조시, 구키시 |
| 이바라키현 | 고가시, 사시마군 고카정, 사시마군 사카이정, 반도시, 모리야시, 도리데시, 기타소마군 도네정, 이나시키군 가와치정, 이나시키시, 가미스시                                                                                 |
| 지바현     | 노다시, 가시와시, 아비코시, 인자이시, 인바군 사카에정, 나리타시, 가토리군 간자키정, 가토리시, 가토리군 도노쇼정, 조시시                                                                                              |

### 지류와 분류

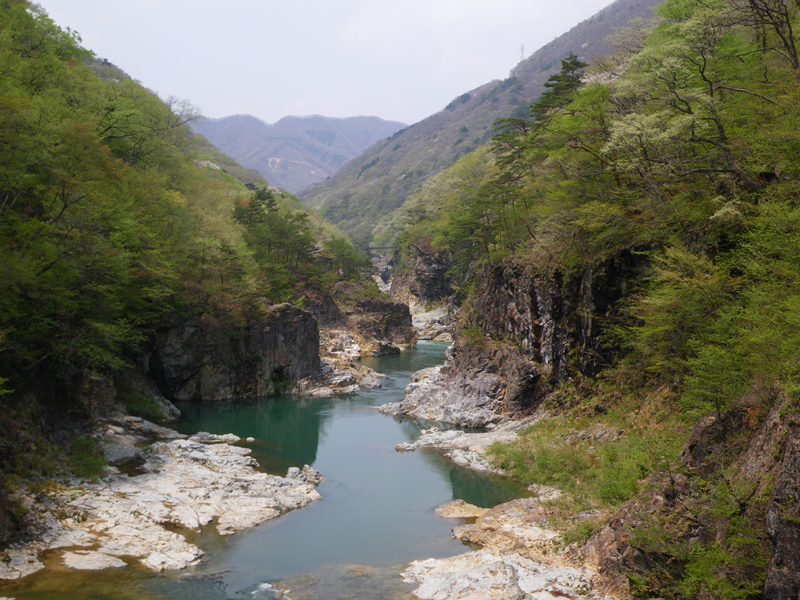
도네강 수계의 지류들 중 가장 긴 강인 기누강의 류오쿄(竜王峡).

도네 강 수계를 흐르는 815계의 하천 중, 도네 강에 직접 합류하는 1차 지류들은 다른 수계나 그 본류의 규모와 맞먹는 대규모 하천인 경우가 많다. 도네강의 지류들 중 가장 긴 하천은 기누강으로, 약 176.7km이다. 이는 간토 지방의 다른 1급 수계 본류인 아라카와강(173km)과 맞먹는다. 또, 지류들 중 가장 유역 면적이 넓은 하천은 와타라세강으로, 약 2,601.9km2이다. 이는 지쿠고강 수계의 전체 면적 (2,683km2)이나, 오카야마현, 히로시마현을 흐르는 다카하시강 수계 (2,670km2), 도야마현과 기후현을 흐르는 진즈강 수계의 전체 면적 (2,720km2)과 맞먹는다. 이 밖에, 길이로는 기누강에 이어 와타라세강과 고카이강이 100km를 넘으며, 유역 면적으로는 와타라세강에 이어 아가쓰마강·기누강·고카이강·히타치토네강이 1,000km2을 넘는다. 또 도네강에서 갈라지는 하천, 즉 "분류" (分流)로는 지바현 노다시 부근에서 도네강과 갈라지는 에도강, 지바현 가시와시에서 도네강과 갈라져 흐르다 에도강에 합류하는 도네 운하가 있다.
한편, 사이타마현과 도쿄도를 흐르는 나카가와강은 도네강과는 접촉하지 않으며, 아라카와강과 나란히 흐르면서 도쿄만에 이른다. 이 때문에 나카가와강이 아라카와강 수계의 지류라는 오해가 있었다. 그러나 1964년에 하천법이 개정될 무렵, 건설성 하천심의회 관리부회는 나카가와강에서 갈라지는 분류인 신나카가와 방수로가 도네강의 분류인 에도강의 분류, 구 에도강에 합류하기 때문에, "본류로부터 갈라져 직접 바다로 이르는 파류 (派流) 와, 그 파류로 흘러들어오는 지류는 모두 같은 수계에 포함한다"는 하천법의 조항에 따라, 하천법 개정 후 도네강 수계가 1급 수계로 지정됨과 동시에 나카가와강을 도네강 수계에 귀속시켰다. 이 때문에 나카가와강과 그 지류들은 모두 도네강 수계의 하천이며, 아라카와강 수계와는 무관하다. 또 하천법이 개정되면서 도네강의 몇몇 지류들도 이름이 바뀌었는데, 지역에 따라 히타치강과 기타토네강으로 불리던 하천은 "히타치토네강"으로 묶였고, 구 에도강은 에도강 방수로의 지류가 되었으며, 신나카가와 방수로는 신나카가와강으로 이름이 바뀌었다.
| 주요 1차 지류 | 유역 연장 (km) | 유역 면적 (km2) | 주요 2차 지류 분류                                                             | 주요 호소                                                                         | 유역 도·현                                                 | 유역 시·군·구 |
| ------------- | -------------- | --------------- | ------------------------------------------------------------------------------ | --------------------------------------------------------------------------------- | ---------------------------------------------------------- | --- |
| 가타시나강    | 60.8           | 673.1           | 오타키강 다니가와강 구리하라강                                                 | 스게누마호 오지리호 마루누마호 소네하라호 미사토호                                | 군마현                                                     | 누마타시 · 도네군 |
| 아가쓰마강    | 76.2           | 1,365.9         | 만자강 시라스나강 시마강 누마오강                                              | 하루나호 (다시로호) (조슈유노호) (오쿠시마호) (시마호)                            | 군마현                                                     | 시부카와시 · 아가쓰마군 |
| 가라스강      | 45.2           | 1,800.7         | 우스이강 가부라강 간나강                                                       | (우스이호) (묘기호) (아라후네호) (오쿠간나호) (간나호) (신스이호) (헤비카미호)    | 나가노현                                                   | 사쿠시 |
| 가라스강      | 45.2           | 1,800.7         | 우스이강 가부라강 간나강                                                       | (우스이호) (묘기호) (아라후네호) (오쿠간나호) (간나호) (신스이호) (헤비카미호)    | 군마현                                                     | 다카사키시 · 안나카시 · 후지오카시 · 도미오카시 · 간라군 · 다노군 |
| 가라스강      | 45.2           | 1,800.7         | 우스이강 가부라강 간나강                                                       | (우스이호) (묘기호) (아라후네호) (오쿠간나호) (간나호) (신스이호) (헤비카미호)    | 사이타마현                                                 | 지치부시 · 고다마군 |
| 와타라세강    | 107.6          | 2,601.9         | 기류강 마쓰다강 야바강 하타가와강 아키야마강 우즈마강 오모이가와강 야다강      | 다타라 늪 조누마 늪 구사키호 우메다호 와타라세 유수지 야나카호                    | 군마현                                                     | 미도리시 · 기류시 · 오타시 · 다테바야시시 · 오라군 |
| 와타라세강    | 107.6          | 2,601.9         | 기류강 마쓰다강 야바강 하타가와강 아키야마강 우즈마강 오모이가와강 야다강      | 다타라 늪 조누마 늪 구사키호 우메다호 와타라세 유수지 야나카호                    | 도치기현                                                   | 닛코시 · 아시카가시 · 사노시 · 오야마시 · 도치기시 · 가누마시 · 시모쓰카군 · 가미쓰카군 |
| 와타라세강    | 107.6          | 2,601.9         | 기류강 마쓰다강 야바강 하타가와강 아키야마강 우즈마강 오모이가와강 야다강      | 다타라 늪 조누마 늪 구사키호 우메다호 와타라세 유수지 야나카호                    | 이바라키현                                                 | 고가시 |
| 나카가와강    | 82.2           | 986.7           | 곤겐도강 오오토시후루토네강 모토아라카와강 미사토 방수로 아야세강 신나카가와강 | 쇼와 늪 구로하마 늪 하라이치 늪 미즈모토 공원 미유키호                            | 사이타마현                                                 | 하뉴시 · 가조시 · 구키시 · 삿테시 · 가스카베시 · 고시가야시 · 깃카와시 · 구사카시 · 미사토시 · 야시오시 · 기타사이타마군 · 미나미사이타마군 · 기타카쓰시카군                               |
| 나카가와강    | 82.2           | 986.7           | 곤겐도강 오오토시후루토네강 모토아라카와강 미사토 방수로 아야세강 신나카가와강 | 쇼와 늪 구로하마 늪 하라이치 늪 미즈모토 공원 미유키호                            | 도쿄도                                                     | 아다치구 · 가쓰시카구 · 에도가와구 |
| 에도강        | 54.7           | 200.3           | 사카가와강 마마강 구 에도강                                                    |                                                                                   | 지바현                                                     | 노다시 · 나가레야마시 · 마쓰도시 · 이치카와시 · 후나바시시 · 우라야스시 |
| 에도강        | 54.7           | 200.3           | 사카가와강 마마강 구 에도강                                                    | 사이타마현                                                                        | 삿테시 · 가스카베시 · 깃카와시 · 미사토시 · 기타카쓰시카군 | |
| 에도강        | 54.7           | 200.3           | 사카가와강 마마강 구 에도강                                                    | 이바라키현                                                                        | 사시마군                                                   | |
| 에도강        | 54.7           | 200.3           | 사카가와강 마마강 구 에도강                                                    | 도쿄도                                                                            | 가쓰시카구 · 에도가와구                                    | |
| 기누강        | 176.7          | 1,770.6         | 오지카강 도가와강 다이야강 다가와강                                            | 기누 늪 유노코호 사이노코호 주젠지호 (가와마타호) (야시오호) (이카리호) 사누마 늪 | 도치기현                                                   | 닛코시 · 우쓰노미야시 · 모카시 · 시모쓰케시 · 가와치군 · 시오야군 · 하가군 |
| 기누강        | 176.7          | 1,770.6         | 오지카강 도가와강 다이야강 다가와강                                            | 기누 늪 유노코호 사이노코호 주젠지호 (가와마타호) (야시오호) (이카리호) 사누마 늪 | 이바라키현                                                 | 지쿠세이시 · 유키시 · 시모쓰마시 · 모리야시 · 조소시 · 유키군 |
| 고카이강      | 111.8          | 1,043.1         | 고교강 야다 강                                                                 | 우시쿠 늪 (하코지마 유수지)                                                       | 도치기현                                                   | 모오카시 · 하가군 · 시오야군 |
| 고카이강      | 111.8          | 1,043.1         | 고교강 야다 강                                                                 | 우시쿠 늪 (하코지마 유수지)                                                       | 이바라키현                                                 | 지쿠세이시 · 시모쓰마시 · 조소시 · 쓰쿠바미라이시 · 모리야시 · 도리데시 · 류가사키시 · 쓰쿠바시 · 우시쿠시 · 마카베군 · 유키군 · 기타소마군                                                |
| 히타치토네강  | 27.5           | 2,156.7         | 사쿠라가와강 고이세강 오노강 신토네강 요코토네강 와니가와강                    | 가스미가우라호 기타우라호 소토나사카우라호 요다우라호 (미나미시오 조정지)         | 이바라키현                                                 | 쓰치우라시 · 이시오카시 · 이나시키시 · 가스미가우라시 · 오미타마시 · 나메가타시 · 호코타시 · 가시마시 · 가미스시 · 이타코시 · 사쿠라가와시 · 지쿠세이시 · 쓰쿠바시 · 우시쿠시 · 이나시키군 |
| 히타치토네강  | 27.5           | 2,156.7         | 사쿠라가와강 고이세강 오노강 신토네강 요코토네강 와니가와강                    | 가스미가우라호 기타우라호 소토나사카우라호 요다우라호 (미나미시오 조정지)         | 지바현                                                     | 가토리시 |

그 밖의 1차 지류 및 분류로는 나라사와강, 나라마타강, 다카라가와강, 유비소강, 아카다니강, 우스네강, 히로세강, 오야마강, 하야카와강, 도네 운하, 이누마강, 데가강, 나가토강, 구로베강 등이 있다.

### 늪과 호수

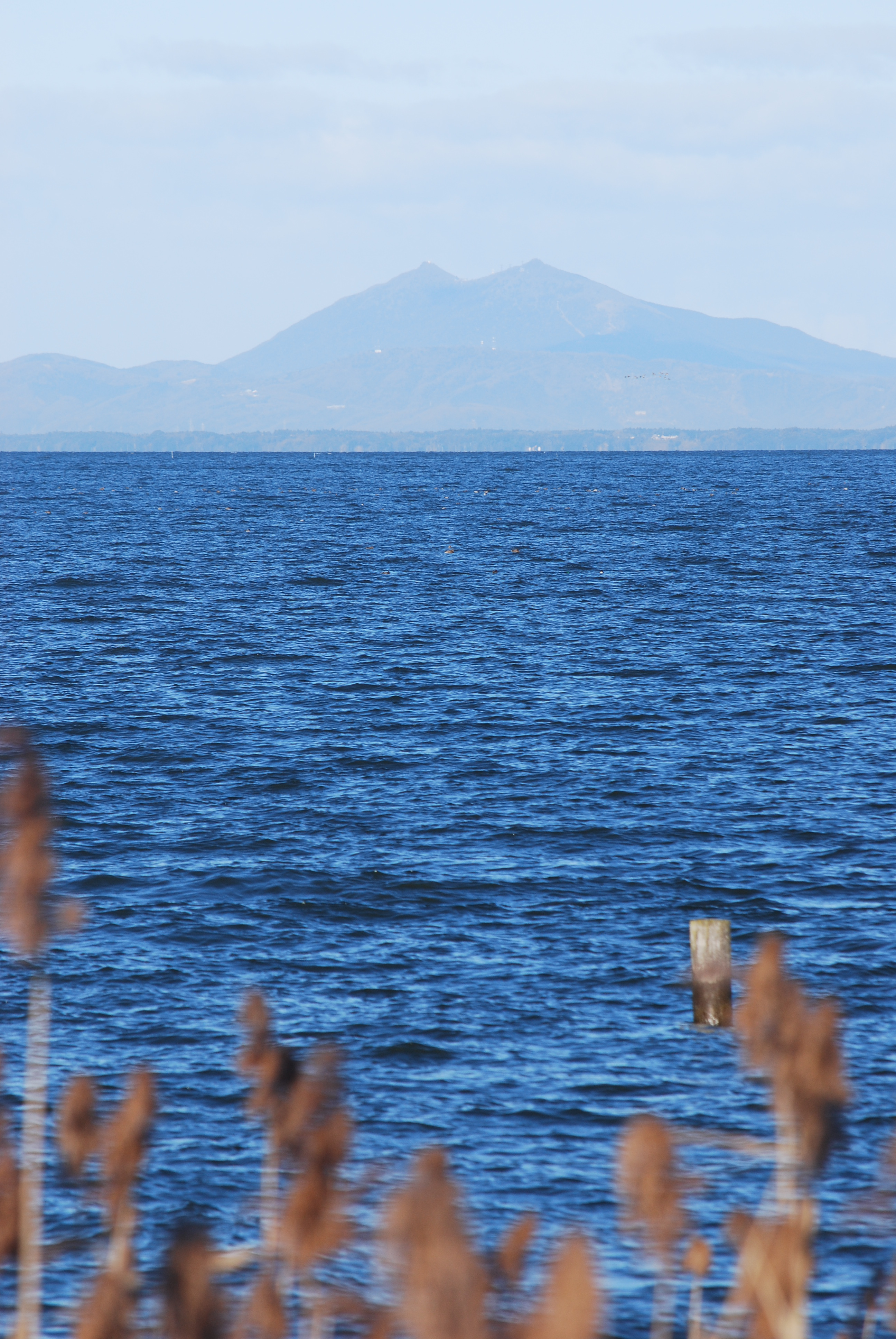
이나시키시 쪽에서 본 가스미가우라호. 멀리 쓰쿠바산이 보인다.

도네강 수계에 속한 자연호 중에는 일본에서 제2위의 면적을 가지고 있는 가스미가우라호가 있다. 대부분의 늪과 호수들은 하류 지역에 주로 몰려있는데, 1910년 요시다 도고가 쓴 《도네 치수 논고》에서 이 호소 (湖沼) 들의 생성에 관해 이야기한 바 있다. 이 책에 따르면, 10세기 초 (1000년대)의 도네강 하류에는 "가토리해"라 불리는 거대한 호수가 형성되어 있었는데, 이 가토리해는 가스미가우라호를 비롯하여 기타우라호, 소토나사카우라호, 인바 늪 등이 하나로 합쳐져 있었던 것이다. 그 후 기누강, 고카이강에서 운반된 토사가 쌓이고, 에도 시대의 하천 준설 공사와 경작지의 개발에 따른 간척 사업 등등으로 사람의 손이 닿으면서 가토리해의 면적은 차차 줄어들어, 마침내 지금의 강줄기가 되었다. 호수의 생성 원인은 다양한데, 가스미가우라호, 기타우라호, 소토나사카우라호는 바다의 일부가 떨어지면서 호수가 된 것이고, 인바 늪, 데가호, 우시쿠 늪, 스고 늪 등은 강의 흐름이 막혀 호수가 된 것이다. 후루토네 늪은 외따로 분류되는데, 도네강의 인위적인 준설 공사로 예전의 유로가 강으로부터 떨어지면서 만들어진 것이기 때문이다. 예전에 있었던 늪으로는 미누마다이 용수 건설에 따라 간척된 미누마 늪이나 구로누마 늪, 가사하라 늪, 와타라세 유수지를 건설하면서 와타라세강과 우즈하강의 유로로 편입되며 사라진 아카마 늪, 1941년부터 1950년까지 벌어진 간척 사업으로 사라진 우치나사카우라호 등이 있다.
상류 지역에 있는 천연 호소들의 대부분은 화산 활동으로 생성된 것이다. 주젠지호는 난타이 산의 분화 활동으로 생긴 용암이 다이야강의 흐름을 막으면서 형성된 호수이며, 하루나호, 아카이오누마 늪은 각각 하루나산과 아카기산의 화산호이다. 도치기현 닛코시의 사이노코호는 주젠지호에서 떨어져 나간 것이다. 한편, 상류 지역에는 제2차 세계 대전 이후 벌어진 도네강 수계의 하천 개발에 따라 여러 곳의 댐이 세워지면서 여러개의 인공호들이 생겼다. 이 인공호들 중 가장 큰 규모를 보유하고 있는 호수는 도네강 본류에 건설된 야기사와 댐의 인공호인 오쿠토네 호로, 오쿠토네 호의 총 저수용량은 2억 430만m3에 이른다. 이는 간토 지방의 호수들 중 가장 많은 양이다. 또한 저수지 면적은 570Ha로, 소토나사카우라 호와 맞먹는다. 이 밖에 중류와 하류에는 와타라세 유수지를 비롯하여, 다나카·스고·이나토이의 홍수 조절지, 고카이강의 하코지마 유수지 등이 있다.
한편, 가스미가우라호에서는 1961년에 제정된 수자원 개발 촉진법에 따른 호소수위조절시설로서, 히타치가와 수문을 이용해 다목적 댐으로 바꾸는 가스미가우라 개발 사업이 진행되었으며, 인바 늪은 1947년의 인바 늪 개발 사업으로 1969년 북부 조정지와 서부 조정지로 나뉘었다. 두 사업은 모두 수도권의 치수와 이수를 목적으로 천연 호소를 이용하는 하천 종합 개발 사업의 일부였다. 이 밖에, 주젠지호는 도치기현 당국이 유출구에 1959년 주젠지 댐을 건설하여 주젠지호의 치수와 겐류 폭포의 수량 조절, 그리고 수력 발전 능력의 개선을 꾀하는 등 천연 호소의 개발이 잦았던 것도 도네강 수계의 천연 호소들의 특징이다.
| 이름                  | 소재지              | 유출 하천            | 생성 원인 | 기수/담수 | 표고 (m) | 면적 (km2) | 최대 수심 (m) | 비고                                               |
| --------------------- | ------------------- | -------------------- | --------- | --------- | -------- | ---------- | ------------- | -------------------------------------------------- |
| 가스미가우라호 (전체) | 이바라키현 · 지바현 | 히타치토네강         | 해적호    | 기수/담수 | 0        | 220.0      | 23.3          | 니시우라호 · 기타우라호 · 소토나사카우라호 포함    |
| 니시우라호            | 이바라키현          | 히타치토네강         | 해적호    | 담수      | 0        | 167.6      | 7.0           | 호수 수위 조절 시절                                |
| 기타우라호            | 이바라키현          | 와니가와강           | 해적호    | 담수      | 0        | 35.2       | 7.8           | 히타치토네강 유역                                  |
| 주젠지호              | 도치기현            | 다이야강             | 폐색호    | 담수      | 1,269    | 11.8       | 163.0         | 기누강 유역 유출구에 주젠지 댐이 세워져 있음.      |
| 인바 늪               | 지바현              | 나가토강 인바 방수로 | 폐색호    | 담수      | 1.0      | 8.9        | 1.8           | 북부 · 서부 조정지로 나뉘어 있음.                  |
| 소토나사카우라호      | 이바라키현 · 지바현 | 히타치토네강         | 해적호    | 기수      | 0        | 5.9        | 23.3          |                                                    |
| 데가호                | 지바현              | 데가강               | 폐색호    | 담수      | 3.0      | 4.1        | 3.8           |                                                    |
| 우시쿠늪              | 이바라키현          | 야다강               | 폐색호    | 담수      | -        | 3.49       | 3.0           | 고카이강 유역                                      |
| 스고 늪               | 이바라키현          | 이누마강             | 폐색호    | 담수      | -        | 2.3        | 2.0           |                                                    |
| 요다 늪               | 지바현              | 야스지강             | 해적호    | 담수      | -        | 1.25       | -             | 히타치토네강 유역                                  |
| 하루나 호             | 군마현              | 누마오 강            | 화산호    | 담수      | -        | 1.15       | 12.6          | 아가쓰마강 유역                                    |
| 아카기오누마 늪       | 군마현              | 누마오강             | 화산호    | 담수      | -        | 0.88       | 12.6          |                                                    |
| 다타라 늪             | 군마현              | 쓰루다강             |           | 담수      | 20.0     | 0.77       | -             | 와타라세강 유역                                    |
| 사이노코호            | 도치기현            | 야나기사와강         | 유류호    | 담수      | 1,310    | 0.7        | -             | 주젠지호에서 떨어져 나감.                          |
| 유노코호              | 도치기현            | 유가와강             | 화산호    | 담수      | -        | 0.31       | 12.0          | 기누강 유역                                        |
| 기누 늪               | 도치기현            | 기누강               | 화산호    | 담수      | -        | 0.134      | 3.0           | 일본 환경성이 정한 일본의 주요 습지 500곳 중 하나. |

그 밖의 천연 호소로는 스가누마 늪, 오지리 늪. 조누마 늪, 쇼와 늪, 구로하마 늪, 하라이치 늪, 후루토네 늪, 가미노이케 늪 등이 있다.

## 역사
도네강은 자주 범람하여 유역에 막대한 피해를 끼쳤으며, 홍수 때마다 유로가 복잡하게 뒤엉키는 하천이었다. 하지만 한편으로는 간토 지방의 중요한 강으로 유역에 있는 인간을 비롯한 동식물에 많은 혜택을 주었기 때문에, 역사적으로 일본의 위정자들로부터 도네강과 그 지류를 치수와 이수의 차원에서 다스리고자 하였다.

### 중세 이전

중세의 도네강 유로. 아라카와강과 합류하여 도쿄만으로 흘렀다. 와타라세강, 기누강은 이 때까지는 도네강과는 별도의 수계를 가지고 있었다.

도네강 유역에 사람이 살기 시작한 것은 구석기 시대로 추정된다. 군마현의 이와주쿠 유적 등에서 구석기 시대의 사람들이 하안 단구나 대지 (臺地) 말단부에 살면서, 사냥을 통해 식량을 구하며 생활했던 흔적을 찾을 수 있다. 조몬 시대에는 조몬 해진으로 지금의 사이타마현 구키시 구리하시에서 태평양 하구까지의 도네강 일대가 모두 바다가 되었으며, 그 주변의 바닷가에 사람들이 모여 살았다. 이는 패총의 분포를 통해 파악할 수 있는데, 조몬 시대 전기에는 북쪽으로 아카기산 남쪽과 서쪽 기슭이나, 사이타마현 사이타마시, 모토아라카와강 유역에 주로 패총이 분포했었다. 그러나 후기에 들어 바닷물이 점차 빠지면서 하류로 사람의 생활 범위가 넓어져, 지금의 지바현 지바시, 이치카와시, 마쓰도시 등지에서 조몬 후기의 것으로 추정되는 패총들이 발견되고 있다. 야요이 시대에 들어서는 농경 문화가 간토 지방으로 전래되어, 도네강 유역에서도 사람들이 정착 생활을 하기 시작했다. 3세기 후반의 고훈 시대 즈음에는 지금의 도치기현과 군마현에 해당하는 게노 지방(毛野地方)을 중심으로 장구형 무덤이 발달하였는데, 사이타마현의 사이타마 고분군이 대표적이다.
에도 시대 이전의 도네강은 태평양으로 나가는 지점이 지금처럼 조시시가 아니었다. 에도 시대 이전에는 사이타마현 교다시 부근에서 남동쪽으로 유로를 틀었으며, 지금의 오오토시후루토네강의 유로를 따라 아라카와강, 이루마강과 합류하여 에도만(지금의 도쿄만)으로 흘렀다. 이 가운데 교다시 부근에서는 "아이노카와강"이라는 이름으로 불리기도 했다. 또 당시 오이가와강이라는 이름으로 불리던 와타라세강은 독립적인 하천으로, 지금의 에도강의 유로를 따라 도네강과 나란히 흘러 에도만으로 유출했으며, 기누강도 마찬가지로 독립된 하천으로 고카이강과 합류하여 가토리해로 유출하고 있었다. 이 와중에 도네강의 본류가 정해진 것은 1457년으로, 오타 도칸이 지금의 사이타마현 가스카베시에서 구사카시를 거쳐 에도만으로 흐르는 하천을 도네강의 본류로 정했다. 또 상류는 지금의 위치보다 더 동쪽에 있었던 히로세강의 유로를 따라, 지금의 이세사키시 부근에서 가라스가와강과 합류했었으나, 1543년에 일어난 홍수로 지금의 유로를 따라 흐르게 되었다. 이처럼 번잡한 유로를 이루고 있었던 도네강은 홍수로 유로가 자주 바뀌었으며, 유역은 수없이 범람 피해를 입었다. 기록에 남아 있는 가장 오래된 홍수로는 나라 시대인 758년에 기누강에서 있었던 홍수로, 2천여 경(頃)의 토지가 황폐화되었다고 한다.
한편, 도네강 유역에서 처음으로 치수 사업이 실시된 때는 768년으로, 기누강의 유로를 바꾸는 공사였다. 한편 최초의 이수 사업은 645년 다이카 개신 후 시행된 반전수수법으로 조리제(條里制)가 도네강 유역에서 실시된 것으로, 지금의 군마현 다카사키시와 오타시, 이바라키현 남부, 사이타마현 북부에서 그 흔적들을 확인할 수 있다. 가마쿠라 시대 (12세기 ~ 14세기)의 가마쿠라 막부는 도네강 개발에 적극적이었는데, 첫 쇼군이었던 미나모토 요리토모는 1194년 도네강 최초의 제방을 무사시국 지역에 세웠다. 이어 1199년 4월에는 지토(地頭)들에게 도네강에서 농업 용수를 개발하여 지역을 개간하라는 명령을 내렸다. 그 뒤로도 막부는 도네강을 계속 개발하였다. 1207년 3월에는 막부가 호조 도키마사에게 도네강 일대를 포함한 무사시국의 개발을 명령하기도 했다. 막부는 둑 건설을 중심으로 한 치수 사업도 꾸준히 진행했는데, 싯켄 호조 마사토키가 1232년에 지금의 사이타마현 구마가야시 자리에 가키누마 둑을, 싯켄 호조 도키요리가 1253년에 지금의 이바라키현 사시마군 고카정 부근에 둑을 건설했다. 《슈가이쇼》(拾芥抄; 습개초)에서는 이와 같은 하천 개발을 통해, 가마쿠라 시대의 경지는 헤이안 시대보다 약 16,000 정보가 늘은 66,710 정보로 늘어나게 되었다고 밝혔다.
무로마치 시대(14세기 ~ 16세기)의 도네강 유역은 가마쿠라 공방의 지배에 놓였으나, 오닌의 난이 일어난 뒤로 정세가 불안정해지면서 자주 전쟁이 벌어졌기 때문에, 막부가 주도한 치수·이수 사업은 전무했으며, 센고쿠 시대의 도네강 유역은 이즈국을 근거로 세력을 넓히고 있던 고 호조씨의 지배에 놓였다. 4대 당주인 호조 우지마사는 1576년 곤겐도강에 길이 약 900m의 곤겐도둑을 건설했다. 아즈치모모야마 시대에는 오다 노부나가의 뒤를 이어 센고쿠 다이묘들을 공격하고 있던 도요토미 히데요시가 고 호조씨를 치기 위해 오다와라 정벌을 일으켰다. 이 무렵, 이시다 미쓰나리가 무사시국의 오시성을 공격하라는 명령을 수행하기 위해 1590년 6월에 장마로 물이 들어찬 도네강과 아라카와강을 둑으로 막은 뒤 오시성을 향해 물길을 보내 성을 무너뜨려 항복을 받아낸다는 계획을 세우게 되었다. 하지만 지형 문제로 성을 침수시키지는 못했으며, 오히려 제방이 무너지면서 도요토미군에서 더 많은 희생자가 발생했다. 오시성은 7월 16일, 고 호조씨의 본거지인 오다와라성이 함락당한 후에야 항복했다. 이 때 미쓰나리가 축조한 제방을 "이시다 둑"이라 부르는데, 자연 제방들을 묶어서 전장 약 28km의 둑을 1주일 간 만들어낸 것이다. 하지만 이 둑은 군사적 목적으로 건설된 것이었기 때문에, 도네강의 치수와는 관계가 없었다.

### 에도 시대 전기

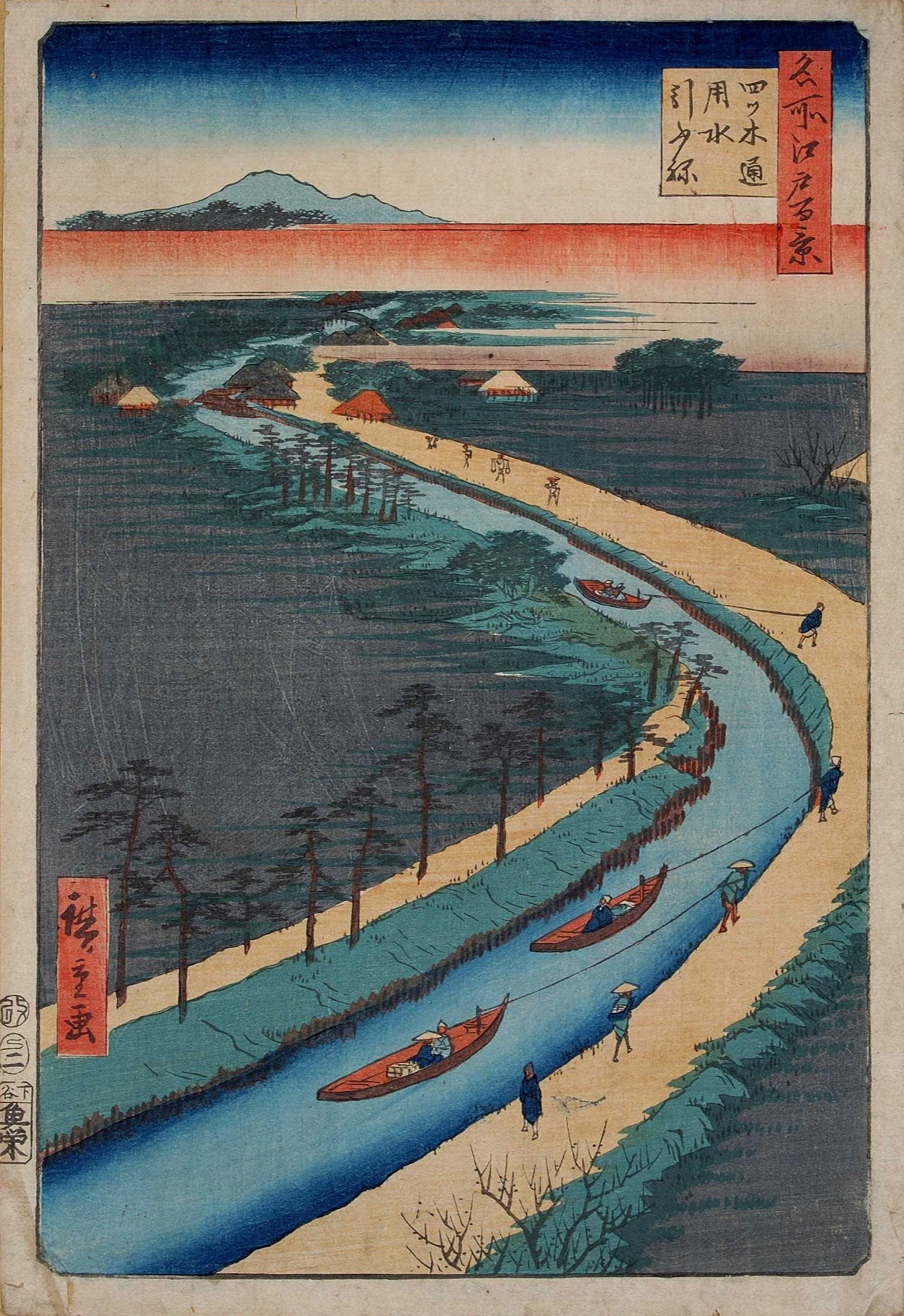
《메이쇼에도햣케이》 (名所江戸百景) 에 소개된 가사이 용수로. 에도 사람들은 "히키후네강"이라 불렀다.

고 호조씨가 망한 후, 고 호조씨가 장악하고 있던 간토 지방의 무사시국, 사가미국, 이즈국, 시모우사국, 가즈사국 일대와, 고즈케국, 시모쓰케국의 남부 지역은 도쿠가와 이에야스에게 넘어갔다. 이에야스는 무사시국의 남쪽에 있던 에도(지금의 도쿄)에 본거지를 정했다. 이에야스는 도네강 수계의 하천 개수에 적극적이었는데, 처음에 벌인 사업은 1594년, 오시성을 다스리고 있던 넷째 아들 마쓰다이라 다다요시로 하여금 아이노카와강의 물을 막도록 하는 것이었다. 이 사업은 지금의 교다시 부근에서 나뉘는 도네강의 두 갈래 중, 원래 본류로 불리던 아이노카와강을 막아, 유로를 동쪽으로 흐르는 다른 한 쪽으로 일원화하여 와타라세강과 연결하는 것이었다. 이듬해에는 도쿠가와 사천왕의 한 사람으로 고즈케국의 다테바야시성을 다스리고 있던 사카키바라 야스마사가 도네강 왼쪽 언덕에 총연장 33km, 높이 4.5m ~ 6m, 둑마루 너비가 5.5 ~ 9.1m에 이르는 둑을 건설했다. 당시 일본 덴노가 사용하던 연호를 따 분로쿠 둑으로 불리던 이 댐은 도네강 유역에 처음으로 지어진 대규모 둑이었다. 이 밖에, 같은 시기에 나카조 둑도 지어졌다. 이러한 도네강 수계의 하천 사업은 세키가하라 전투를 통해 이에야스가 에도 막부를 창건한 이후에는 이에야스의 가신으로 미카와 후다이 다이묘가 된 이나 다다쓰구와, 그의 자손들인 이나씨가 맡게 되었다. 다다쓰구가 맡은 사업은 1604년 가라스가와강을 취수원으로 하여 도네강 연안에 총연장 20km에 이르는 비젠쿄 용수 나 고즈케국 소자번을 다스리던 아키모토 나가토모가 개발한 덴구이와 용수 하류에 뚫은 다이칸 수로 등이 있다. 다다쓰구의 후손들은 대대로 다이칸카시라, 나중에는 간토군다이를 지내면서, 12대 이나 다다타카에 이르기까지 도네강 수계의 하천 개발을 책임졌는데, 그 중 가장 큰 규모의 사업이 바로 "도네강 동천 사업"(利根川東遷事業)이었다.
도네강 동천 사업은 에도만이 하구였던 도네강의 유로를 동쪽으로 옮겨, 지금의 조시시에 새로운 하구를 만드는 에도 시대 최대 규모의 치수 사업이었으며, 지금의 도네강을 만든 계기가 되었다. 사업의 시작과 끝, 그리고 그 목적에 관한 사료는 남아있지 않으나, 뒷날 역사 연구자들이 다양한 설이나 견해를 내놓았다. 사업을 시작한 시기는 구리하라 료스케, 사토 도시로, 혼마 기요토시 등이 주장한 1594년 아이노카와강 물막이 사업 당시라는 설이 유력하다. 반면, 사업을 끝낸 시기로는 혼마 기요토시의 1698년 완료설, 네기시 몬조가 주장한 1871년설, 가와다 다케시가 주장한 1890년 도네 운하 개통 이후설 등으로 의견이 나뉘어 있다. 비록 사업 시기에 대해서는 이처럼 의견이 다양하게 나뉘었지만, 도네강을 연구하던 학자들은 사업의 목적에 대해서는 아래와 같이 어느 정도 의견을 맞추게 되었다.
- 막부의 근거지인 에도와 도네강 유역의 수해를 막기 위한 치수의 목적.[주 16]
- 도네강 유역의 새로운 경작지 개발 촉진.
- 도로와 운하 정비를 통한 물자의 이동로 확보.
- 군사적 목적. 센다이번 다테씨를 비롯한 도호쿠의 번주들이 반란을 일으킬 것을 가정하였을 때, 이들로부터 에도성을 지키기 위해 도네강을 북쪽의 대규모 자연 해자로 만들고자 했다.

도네강 동천 사업의 주된 사업으로 우선 1621년부터 1654년까지 세 차례에 걸쳐 아카호리강을 트는 사업이 있었다. 이 사업은 지금의 도호쿠 신칸센 도네가와 교량 근처의 이바라키현 고가시에서 고카정까지의 구간을 개착하여, 1621년에 이나 다다하루가 실시했던 도네강과 와타라세강의 연결 사업인 아라카와도리 개착 사업과 연계하여 도네강의 물을 동쪽으로 트는 사업이었다. 이어 1629년부터는 그 때까지 도네강의 지류에 속했던 아라카와강이 새로 물길을 트는 사업을 진행하면서 이루마강 유역으로 들어가면서, 도네강에서 떨어져 나가게 되었다. 이를 "아라카와강의 서천" (西遷)이라고 일컬었으며, 옛 유로는 모토아라카와강으로 이름이 바뀌었다. 그리고 1635년부터 1644년까지 에도강의 개착 사업을 시행하였는데, 이로 말미암아 세키주쿠에서 도네강과 갈라져 따로 도쿄만으로 흐르는 지금의 에도강의 모습이 갖추어졌다. 또, 하류에서 도네강과 합류하는 기누강과 고카이강의 개수도 시행하였는데, 1629년에 그 때까지 기누강에 합류하고 있던 고카이강을 별도의 하천으로 분리하였으며, 1630년에는 고카이강을 도네강과 합류시키는 사업을 시행했다. 그리고 1662년부터 1666년까지 도네강과 가스미가우라호를 잇는 신토네강을 개착하여, 에도 시대 전반기의 치수 사업에 하나의 단락을 지었다.
도네강을 중심으로 한 에도 막부의 치수 행정은 원래 이나씨가 책임을 지고 있었다. 동천 사업이 절정기에 이른 1642년, 세번째 쇼군 도쿠가와 이에미쓰가 이나 다다하루에게 제방 개수 사업의 모든 책임을 맡긴 뒤, 이나씨의 하천 행정권이 크게 강해졌다. 하지만 다섯번째 쇼군인 도쿠가와 쓰나요시 대에 이르러, 간토 군다이에 책봉된 이나씨가 간조부교의 관리 밑에 놓이게 되면서, 상대적인 권한은 약해졌다. 그럼에도 불구하고 이나씨의 하천 사업에 대한 자율권은 유지되었는데, 이나씨의 4대 당주였던 이나 다다카쓰는 가사이 용수로를 1660년에 직권으로 개착했다. 또 고카이강 유역에서도 이나 다다요시가 1630년에 둑을, 5대 당주 이나 다다쓰네가 1667년에 훗날 도요타 둑의 원형이 되는 둑을 건설하였는데, 이 둑들은 1722년에 완성된 후쿠오카 둑과 함께 "간토 3대 제방"으로 불렸다. 이처럼 이나씨는 막부의 지원 아래 도네강 유역에서 다양한 치수 사업을 시행했는데, 이나씨가 치수 사업 때 사용한 공법들을 "이나류" (流) 내지는 "간토류" 라 일컬었다.

### 에도 시대 후기

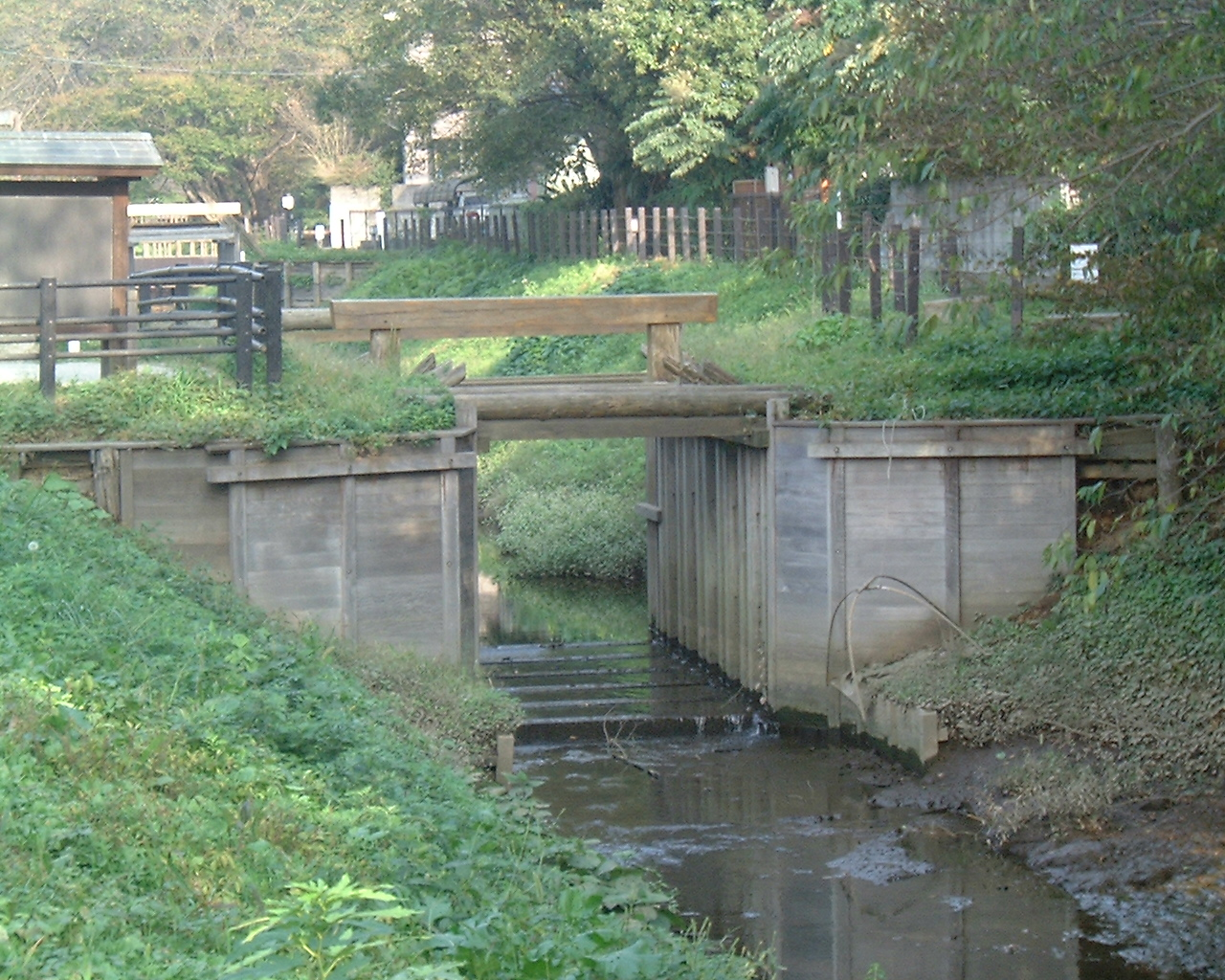
미누마 운하의 히가시미도리이치노세키 갑문. 파나마 운하와 같은 방식으로 지어졌으며, 일본에서 가장 오래된 갑문이다.

1716년 기이번주 도쿠가와 요시무네가 여덟번째 쇼군의 자리에 올랐다. 요시무네는 교호의 개혁을 추진했는데, 국고의 안정을 위해 새로운 경작지를 개발하여 세금 수입을 늘리고자 하였다. 도네강의 하천 개발은 간조긴미야쿠(勘定吟味役) 자리에 있던 이자와 야소베가 맡게 되었다. 이 무렵 이자와가 도네강에서 벌인 사업의 중심이었던 것이 바로 "미누마다이 용수" (見沼代用水)의 개착이었다.
당시 도네강 중류 유역의 무사시국 중북부 지방에 살던 농민들은 1604년에 뚫렸던 비젠쿄 용수를 쓰고 있었고, 비젠쿄 용수가 뚫리기 이전에는 "미누마"라는 이름의 호소를 관개용수원으로 쓰고 있었다. 미누마는 이나 다다하루가 17세기 초반에 지금의 사이타마시 미도리구에 핫초 둑이라는 물막이댐을 건설한 것이 나중에 댐으로 바뀌면서, 저수지로 변한 것이다. 이 "미누마 저수지"는 1660년에 뚫린 가사이 용수로와 함께 지역 농민들의 중요한 수원으로 쓰였다. 그러나 새로운 경작지를 개발하게 되면서 관개용수의 수요가 늘어나자, 미누마 저수지의 물이 점점 줄어들기 시작했다. 요시무네는 이 문제를 해결하기 위하여 이자와를 시켜 1725년 9월에 미누마 저수지를 대신할 새로운 용수, 즉 "미누마다이 용수"를 개착하게 하였으며, 미누마 지역의 간척을 실시했다. 이 과정에서 지금의 교다시에 취수구를 설치하여, 호시카와강을 지나면서 히가시미도리와 니시미도리 부분으로 나뉘어 남하하도록 했다. 용수는 1728년 완성되었는데, 이 용수로 마을 303곳의 1만 2,571정, 고쿠다카 기준으로 약 14만 9,136석의 농지가 관개의 혜택을 받을 수 있게 되었다. 1731년에는 미누마다이 용수를 이용하여 미누마 운하(見沼通船堀 미누마 쓰센보리[*])를 뚫어 수운 교통 수단으로 쓸 수 있게 되었다. 이 운하의 갑문은 파나마 운하의 갑문과 같은 방식으로 열리고 닫히는데, 이런 방식으로 설계된 갑문 중에서는 일본에서 가장 오래된 것이다.
또 고즈케국에서는 지금의 오라군 지요다정과 메이와정 사이를 흐르는 도네 가용수가 세워졌다. 1839년 이 지역의 마을 31곳을 다스리던 묘슈들이 막부에게 도네강에서 물을 끌어다 쓸 수 있게 용수를 뚫어달라고 청원한 것을 시작으로, 용수 부족으로 어려움을 겪는 지요다와 메이와 지역을 위해 도네강에서 야다강에 이르는 구간의 용수로를 닦았다. 이후, 낙차가 모자라 물을 충분히 확보하지 못하게 되자 1846년과 1855년에 용수로를 다시 손보았다.
막부의 새로운 경작지 개발은 차차 도네강 하류 지역으로 확대되는데, 호소를 간척해 경작지로 바꾸는 정책도 시행되었다. 데가호 간척과 인바 늪 간척이 대표적인 사례로, 데가호에는 1636년에 간척용 배수로인 벤텐 수로가 뚫렸으며, 1661년에 벤텐 수로를 바탕으로 데가호를 간척하려 했으나 실패했다. 1671년에 가이노야 사쿠베가 처음으로 데가호의 232Ha를 경작지로 바꾸었다. 그러나 1676년, 1729년, 1739년의 간척 계획은 홍수로 모두 실패했다. 몇 차례의 실패에도 불구하고, 막부는 1785년 대규모 간척 사업을 거의 완성시켜갔다. 하지만 이 또한 도네강 유역의 대홍수로 간척지가 큰 피해를 입으면서 만족한 결과를 얻지는 못하게 됐다. 한편 인바 늪 간척은 1724년 소메야 겐에몬이 막부로부터 6,000냥의 자금을 빌려 시행했으나, 중간에 자금이 모자라 실패했다. 1783년에 로주 다누마 오키쓰구가, 1840년 로주 미즈노 다다쿠니가 덴포의 개혁으로 인바 늪 개발 계획을 세웠지만, 모두 계획을 입안했던 다누마와 미즈노가 실권을 잃으면서 중지되었다. 도네강 하류의 간척 사업들 중 유일하게 성공한 주로쿠섬 개발은 지금의 가토리시 인근에 있던 사주(砂洲)인 주로쿠섬 지대에 새로운 경작지를 개간하는 것이었는데, 히타치국의 에도사키성을 다스리고 있던 히타치토키씨를 섬기던 신하들이 1590년부터 도쿠가와 이에야스의 허락을 받아 우에노시마 마을을 개착한 것이 시초였다. 그 후 1640년 이소야마 마을을 간척하기까지, 14개의 마을을 간척했다.
한편 에도 시대 후기의 치수 사업은 1728년 도쿠가와 요시무네가 이자와 야소베를 시켜 에도강을 뚫는 것과 쇼나이후루카와강의 분리 사업을 명령한 것이 시초로, 1742년 8월 도네강에 대홍수가 일어난 뒤 같은 해 10월부터는 수해 복구 작업이 시행되었다. 조슈번, 구마모토번, 쓰번 등 간사이 지방의 10개 번에서도 이에 맞추어 강들을 준설하는 사업을 실시했는데, 이러한 수해 작업은 도자마 다이묘들의 재정력을 약화시켜 이들을 감시하기 위한 정치적인 목적이 더 컸다. 그러나 1783년 8월에 발생한 아사마산의 덴메이 대분화로 화산쇄설류가 아가쓰마강에 스며들어 도네강, 에도강까지 번지면서 강바닥이 평상시보다 더 높아지고, 제방 등의 하천 시설들이 무너지면서 홍수의 위험성이 커졌다. 그러자 막부는 이에 대한 대책으로 제방을 보수하고, 강바닥을 다시 파냈으며, 1843년에는 1654년 이후 약 200년 만에 아카호리강을 준설했다. 같은 시기에 에도강의 물이 범람하는 것을 막기 위해 "보다시"(棒出し)라 불리는 일종의 수제(水制)를 설치하기도 했다. 또, 18세기 초반 막부의 하천 행정은 간조긴미야쿠에 중용된 이자와 야소베가 맡았다가, 나중에는 후신야쿠 (普請役), 1725년에 설치되어 1732년에 폐지된 시센부교(四川奉行) 등의 관직을 거쳐 간조부교 5명이 공동으로 책임지게 되었다. 이 때에도 모든 토목 작업은 반드시 간토군다이였던 이나씨의 재가를 거쳐야 했기 때문에, 이나씨의 영향력은 여전히 강했다. 그러나 12대 당주였던 이나 다다타카가 1792년 행실이 모범적이지 못하다는 명목으로 가이에키(改易)를 당해 다른 봉지로 쫓겨나면서, 이에야스 시대부터 도네강의 치수 사업에 깊숙히 개입하고 있었던 이나씨는 물러나고 간조부교가 관리하는 "시센요스이호 후신야쿠"(四川用水方普請役)라는 자리가 치수 사업을 대신 책임지게 되었다.
에도 시대의 도네강 동천 사업, 아사마산 대분화 이후의 준설 사업 등의 대규모 치수 사업으로 도네강의 방대한 물들은 와타라세강 등과 함께 가토리해 방향으로 흐르게 되었다. 이로써 에도를 비롯한 무사시국 지방의 수해는 차차 줄어들었으며, 반면 새로운 경작지를 개발하면서 고쿠다카의 수는 차차 늘어났다. 또 도네강은 치수 사업을 거치면서 에도 지방의 수운 교통로 역할도 맡게 되었다. 그러나 이러한 치수 사업에는 역효과도 있었는데, 에도강의 수면보다 표고가 낮은 가스마기우라호 등 하류 저지대는 치수 사업을 거치면서 오히려 수해가 늘어나, 메이지 시대 이후 현대 일본 정부의 도네강 치수 사업에서 중요한 당면 과제로 남게 되었다.

### 근대의 도네강

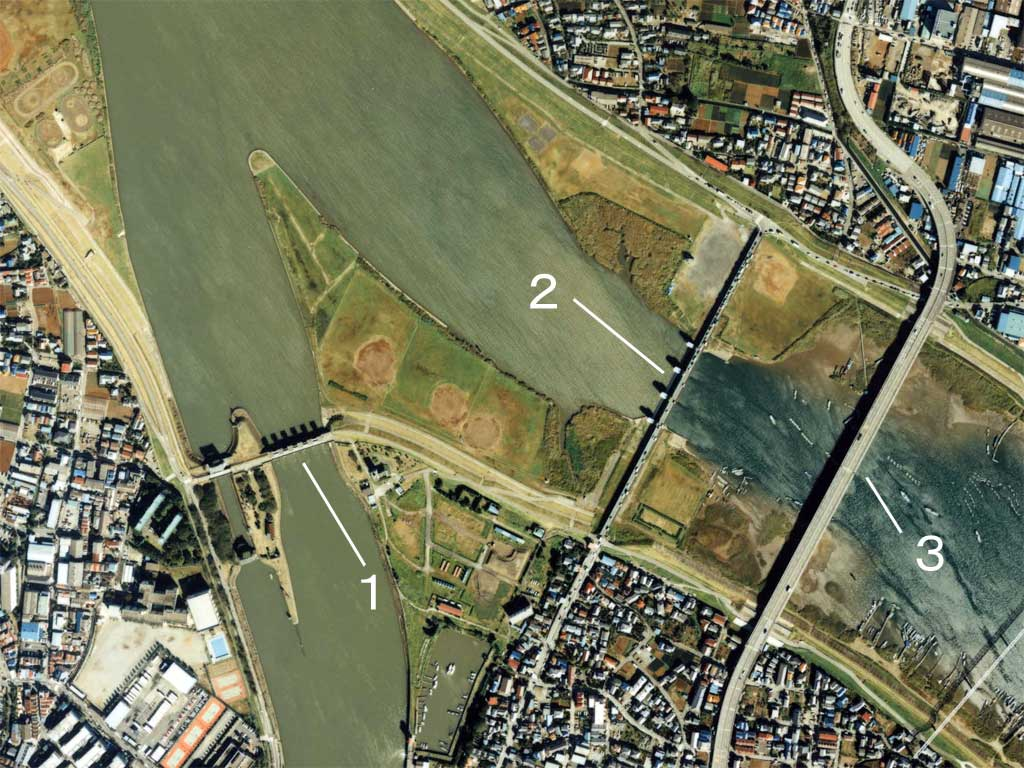
에도가와 수갑문 (1)과 교토쿠 가동 댐(2)의 항공 사진.
(출처는 일본 국토교통성.)

1868년에 메이지 정부가 세워지면서, 일본의 행정 기구에도 큰 변화가 일어났다. 하천 행정은 몇 차례의 변천을 거쳐 1874년부터 내무성이 제2차 세계 대전이 끝날 때까지 책임지게 되었는데, 도네강은 1875년 6월 16일에 설치된 내무성 토목료 (土木寮) 산하 도네강 출장소가 맡게 되었다. 이 출장소가 지금의 국토교통성 간토 지방정비국의 시초였다. 또 1896년 일본 정부는 하천법을 공포하여, 도네강을 하천법의 적용을 받는 하천으로 지정했다. 이후의 근대 도네강 개발은 내무성이 주도하게 되었다.
일본 정부는 네덜란드식 치수 공법을 일본 각지의 하천에 도입하기 위해 네덜란드에서 코르넬리스 요하네스 판 도른 (Cornelis Johannes van Doorn)을 초빙하여 1872년에 도네 강의 측량 조사를 맡겼는데, 이 계획은 1886년 네덜란드인 안토니 토마스 루베르터스 로웬호스트 멀더 (Anthonie Thomas Lubertus Rouwenhorst Mulder)가 세운 "도네강 개수 사업"으로 구체화되었다. 이 사업의 주요 목표는 지금의 군마현 사와군 다마무라정에서 도네강 하구에 이르는 구간을 대상으로 곳곳에 제방을 세워 수해를 예방하고, 도네 운하를 뚫어 수운의 편의성을 높이는 것이었다. 이 때 처음으로 도네강의 계획 고수 유량을 쟀는데, 초당 3,750m3으로 추산되었다. 사업은 3단계로 나뉘어 시행되었는데 이 사업이 진행되던 사이 1890년 도네 운하가 완성되었다.
그러나 1910년 8월, 두 개의 태풍이 간토 지방을 관통하면서 도네강 유역에 대규모 홍수가 일어났다. 일명 "1910년 8월 대홍수"로 불린 이 수해로 769명이 목숨을 잃었으며, 북쪽으로는 마에바시시와 미도리시, 서쪽으로는 후지오카시, 남쪽으로는 가와고에시에 이르는, 도네강의 광범위한 배후 지역이 물에 가라앉아 한동안 간토 지방 중앙부는 하나의 호수처럼 되고 말았다. 수해 직후, 일본 정부는 도네강 개수 사업을 대규모로 개정하여 계획 고수 용량을 초당 5,570m3까지 상향했다. 사업 계획을 고치는 과정에서 와타라세 유수지를 만드는 사업 계획도 생겼는데, 이 유수지는 그 무렵 아시오 광산에서 대량의 광독이 유출된 일을 해결하기 위하여 계획된 것으로 정부는 곧 유수지 건설을 정식으로 추진하기로 결정했다. 이 밖에 제방과 호안의 건설, 1921년에는 요코토네 갑문 건설, 1922년에는 인바 수문 건설, 1923년에는 오노강 수문 건설을 차례로 진행했다. 또한 정부는 도네강 하류에 새로운 수로를 뚫는 사업을 1889년부터 1922년까지 진행했으며, 1926년에는 도네강과 곤겐도강을 물막이로 갈라놓는 사업을 시행했다. 한편 에도강에서는 1927년 세키주쿠 수문과 세키주코 고수로를 건설하여 도네강에서 유입되는 수량을 조절하고자 하였으며, 하류부에는 1920년에 에도가와 방수로를 건설해 유량 조절 능력을 높였다. 이와 같은 일련의 근대기 도네강 개수 공사는 에도강 방수로의 보수가 끝난 1930년에 마침표를 찍었다. 한편, 개수 사업을 한창 진행하던 1923년에는 간토 대지진으로 도네강 중류의 116곳의 둑들이 무너지거나 헐렸는데, 이 둑들을 복구하는 작업도 진행해야 했다.
그러나 개수 사업이 끝난 뒤에도 도네강은 홍수에 시달렸다. 1935년 9월과 1938년 6월 ~ 7월, 1941년 7월에 일어난 홍수들은 모두 개수 사업을 계획할 당시에 정해놓았던 계획 고수 용량을 크게 초과한 유량을 기록했다. 특히 1938년 여름에 일어난 홍수는 도네강 하류부와 그 배후 지역에 심각한 피해를 입혔는데, 가장 큰 피해를 입은 지역은 에도 시대 이전에 가토리해에 속해 있었던 지역이었다. 이에 일본 정부는 기존의 개수 사업을 대신할 새로운 도네강 치수 사업의 책정을 검토했다. 내무성은 아라카와 방수로 건설의 총 지휘를 맡았던 내무성 내무기감 아오야마 아키라를 위원장으로 하는 "도네강 치수 전문위원회"를 설립하고, 계획 고수 용량을 초당 1만m3로 상향했다. 이는 1910년에 상향된 고수 용량의 약 두 배에 이르는 수치였다. 이것을 시작으로 "도네강 개수 사업 증보 계획"이 1938년에 열린 제73회 제국 의회에서 가결되어, 1939년부터 시행에 들어갔다. 이 사업의 주된 계획은 와타라세 유수지를 홍수 조절이 가능한 늪지대로 바꾸는 것과, 도네가와 방수로를 건설하는 것이었다. 그 무렵 와타라세 유수지는 홍수가 일어났을 때 물들을 스스로 저장할 수 있었지만, 정부는 유수지 주변으로 둑을 에워싸 유수지의 홍수 시 저수 기능을 강화해 조정지로 개량하고자 하였다. 한편 다목적 방수로인 도네가와 방수로를 만드는 사업은 지금의 지바현 아비코시 후사 (지금의 동일본 여객철도 나리타선 후사역 주변)를 기점으로 인바 늪 서쪽 끝을 거쳐 지금의 지바시 하나미가와구 게미가와와 가이힌마쿠하리 사이를 흘러 도쿄만으로 유출하는 총연장 27km의 방수로를 뚫어 도네강 하류의 수위를 2m 낮추고, 데가호와 인바 늪의 치수와 간척을 수월하게 하는 것이 목표였다. 또, 정부는 방수로를 도네 운하를 대신할 대규모 운하로 이용하고자 하였으며, 방수로를 뚫는 데 쓰고 남은 부지들을 매립지로 써 방수로 주변으로 공업 지대를 조성하고자 하였다. 이 밖에 다나카·스고 조정지를 새로운 유수지로 개발하는 사업, 도네 운하를 방수로로 바꾸는 사업, 도네강 중류부의 둑들을 보수하는 공사도 새로운 사업 계획에 들어있었다.
우선 1937년, 1935년 9월 홍수로 피해를 입은 지역의 둑을 보수하는 일부터 시작했으며, 그 후 와타라세 유수지의 새로운 제방을 공사하기 시작했다. 도네 운하는 내무성이 도네 운하 주식회사로부터 운하를 사들여, 도네강과 운하가 이어지는 것을 일단 막은 뒤 방수로화 공사를 시작했다. 고카이강에서는 기존에 있던 둑을 가동 댐으로 바꾸는 공사가 진행되었다. 그러나 도네가와 방수로는 태평양 전쟁으로 예산, 자재, 인력이 모두 충분히 모이지 않아 시행하지 못했고, 사업은 태평양 전쟁이 끝나고 일본이 항복한 1945년까지 중단될 수밖에 없었다.

### 전쟁 이후의 치수 사업

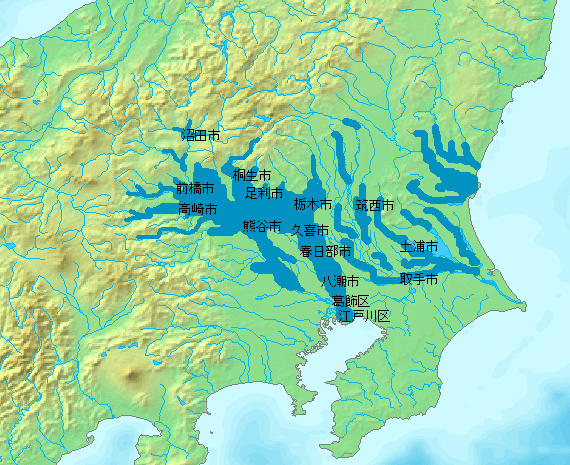
태풍 캐슬린의 피해를 입은 도네 강 유역의 범람도.

1947년 9월, 태풍 캐슬린(Kathleen)이 도네강 유역을 덮쳤다. 역사상 유례없는 폭우는 전쟁으로 이미 황폐화되어 있던 도네강 유역에 막대한 피해를 입혔다. 특히 지금의 사이타마현 가조시, 구 오토네정 인근의 둑이 무너져 탁류가 도쿄도 가쓰시카구, 에도가와구 일대까지 흘러들게 되었다. 또 가라스가와강 유역, 와타라세강 유역은 거의 전역에서 강물이 범람하여 하나의 호수처럼 되고 말았다. 당시 일본 전국에서 죽거나 사라진 사람의 수는 1,910명인데, 이 중 도네강 유역에서만 1,100명이 죽은 것으로 밝혀졌다. 하지만 일본은 전쟁으로 너무나 많은 국력을 소모했기 때문에 치수 사업을 재개할 여력이 없었으며, 전쟁 중에 너무 많은 나무들을 베어가는 바람에 물을 막아줄 숲들이 사라지면서 각지에서 홍수 피해가 계속 일어나 캐슬린으로 인한 피해 규모는 점차 늘어나기만 했다. 이에 요시다 시게루 내각의 경제안정본부는 해체된 내각성이 맡고 있던 하천행정을 이어받은 건설성에 새로운 하천 개수 사업 계획을 작성하도록 지시했다. 이 때 건설성에서 작성한 계획을 《하천 개정 개수 계획》이라고 부르는데, 이는 도네강 수계를 포함하여 일본의 주요 10수계를 대상으로 종합적인 치수 대책을 세우는 것이었다. 이 계획에 따라 1949년부터 도네강에서 "도네강 개정 개수 사업 계획"이 책정되었으며, 여기에는 댐 건설 계획도 들어가 있었다.
하지만 도네강에 댐 계획이 처음으로 등장한 때는 개정 개수 사업 계획이 시행되기 전인 1926년이었다. 당시 정부는 기누강의 지류인 오지카강에 이카리 댐을 건설하려 했으나, 지형 문제와 이어 터진 전쟁 때문에 도중에 공사가 멈추면서 실패했다. 하지만 1947년 태풍 캐슬린이 유역을 관통하자 정부는 도네강의 계획고수용량을 초당 17,000m3으로 상향하게 되었고, 그 중 초당 14,000m3을 제방, 와타라세·다나카·스고·이나토이에 있는 네 곳의 유수지와 도네강 방수로를 통해 빼내고, 남는 초당 3,000m3의 유량은 상류의 댐들로 조절하기로 결정했다. 정부는 도네강 상류 19곳의 댐 건설 후보지를 검토한 끝에, 후지와라, 누마타, 아이마타, 소노하라, 얀바, 사카하라 등 6곳에 댐을 설치하기로 결정했다. 또 기누강에는 예전에 계획했던 이카리 댐에 가와마타 댐이, 와타라세 강에는 쿠사키 댐의 전신인 고도 댐이 세워지게 되었다. 마침내 1956년 이카리 댐이 완성된 것을 시작으로, 1957년 후지와라 댐이, 1959년 아이마타 댐이 완성되어 가동을 시작했다. 한편 하류에는 새로이 가스미가우라 방수로, 고카이강의 새 유로, 도네강 하구 도수제, 에도강 교토쿠 댐 등이 계획되거나 지어졌다.
이 무렵 치수만큼이나 가장 중요했던 문제는 바로 주민들의 생활에 필요한 식량과 전력이 너무나 모자랐다는 것이다. 이를 해결하기 위해 1926년 도쿄 제국대학 교수였던 모노노베 나가호가 제안한 "하수 통제" (河水統制)라는 개념을 제2차 세계 대전 전부터 내무성이 도입하여 "하수 통제 계획"이라는 이름으로 니시키가와강 등의 치수 사업에 적용해왔으며, 전쟁이 끝난 뒤 테네시강 유역 개발 공사를 벤치마킹한 "하천 종합 개발 사업"을 시행했다. 이 사업에는 종전의 치수 사업 뿐만 아니라, 수력 발전과 관개 시설의 설치도 들어가 있었다. 이와 같은 하천 개발이 강력하고 광범위하게 추진되던 1950년, 제3차 요시다 내각이 《국토 종합 개발법》을 제정하여 일본을 22개의 특정한 지역으로 나눈 뒤 특정 지역 종합 개발 계획을 추진했다. 도네강 수계도 대상 지역에 들어가게 되었다. 1951년 12월, 각료 회의가 《도네 특정 지역 종합 개발 계획》을 결정한 것이었다. 그 후 도네강의 하천 사업은 도네강 수계 전역에 걸쳐 치수·이수 (利水) 등 양면의 고른 발전을 목표로 하게 되었다.
도네강 수계의 하천 종합 개발은 1936년 도쿄시가 주도해 시행한 에도강 하수 통제 사업이 시초이다. 이는 에도강 수갑문(水閘門)을 이용해 새로운 용수를 확보하는 것이었다. 이어 군마현이 수력 발전을 목적으로 도네강 최상류부에 댐을 건설하는 《군마현 도네강 하수 통제 계획》을 1937년부터 시행하였으며, 1940년에는 도쿄시가 《도쿄시 제3차 수도 확장 계획》의 수도 발원지로서 도네강을 이용하기 위해 군마현의 계획에 동참했다. 그러나 이 계획들은 태평양 전쟁이 일어나면서 물거품이 되었다. 전쟁 이후 《도네강 개정 개수 사업》이 책정되면서 치수 사업이 재개되었지만, 내각이 《도네 특정 지역 종합 개발 계획》을 입안하면서 대규모 하천 종합 개발로 그 규모가 커지게 되었다. 이 계획은 개정 개수 사업의 치수·모래막이 사업과 더불어 기존 댐들의 다목적 댐화, 다다미강의 오제가하라 댐에서 가타시나강으로 물을 유도하는 사업을 비롯한 수력 발전 계획, 인바 늪·데가호 간척, 료소 용수 개발, 국도 4호선, 국도 6호선 등의 도로망 정비를 포함한 대규모 개발 사업으로, 이 계획에서 일본의 수도권 지역의 생활용수를 책임지는 야기사와 댐이 처음으로 등장했다.。

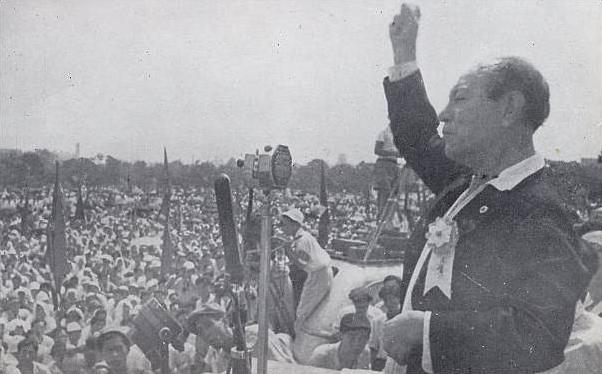
도쿠다 규이치가 제안한 도네강 종합 개발안 중에는 뒷날 실현된 사업이 많다.

이 무렵, 도네강의 치수와 이수 사업에 대해 많은 사람들이 의견을 냈다. 그 중에 일본공산당 서기장이었던 도쿠다 규이치가 낸 의견도 있었다. 도쿠다는 1949년, 《도네강 수계의 종합적인 개혁: 사회주의 국가 건설의 초석》(『利根川水系の綜合改革 - 社会主義建設の礎石』)이라는 책을 냈는데, 거기서 도쿠다는 태풍으로 도네강 지역이 참혹한 피해를 입은 것은 에도 시대의 봉건 체제와 제국주의 천황제 때문이라고 규탄했다. 그러면서 도쿠다는 도네강 방수로와 가스미가우라 방수로, 고카이강 수로를 통해 하류 지역의 치수 사업을 해결하고, 에도강, 후루토네강, 모토아라카와강으로도 수로를 연결하여 운하로 이용하자고 주장했다. 또 도쿠다는 사이타마현 혼조시에서 도쿄도 다치카와시까지 도네강과 아라카와강, 다마강을 잇는 대운하를 뚫어 수도권 주민들을 위한 수운과 관개수로, 상수도, 공업용 수도 등으로 이용하고, 도네강과 보소반도의 작은 하천들을 연결하는 운하를 지바현 모바라시까지 건설해 간척 사업에 이용하자고 제안했다. 그러면서 도쿠다는 산간 지역에는 여러 곳에 댐을 적극적으로 건설하는 한편, 소비에트 연방으로부터 대량의 목재를 들여와 숲지대를 조성해야 한다고 목소리를 높였다. 도쿠다는 이러한 모든 사업을 시행하는 데 드는 비용은 독점 기업을 운영하는 자본가나 불법적인 사업으로 돈을 모은 사람들에게서 8,000억 엔을 징수하여 마련하면 된다고 주장했다. 급진적인 내용이나 소비에트 연방에게 도움을 청하자는 내용의 민감성 때문에 건설성은 도쿠다의 안을 채택하지는 않았다. 하지만 도쿠다가 주장한 운하론의 일부는 무사시 수로나 보소 도수로 등으로 실현되었다.

### 20세기 중후반의 개발 사업

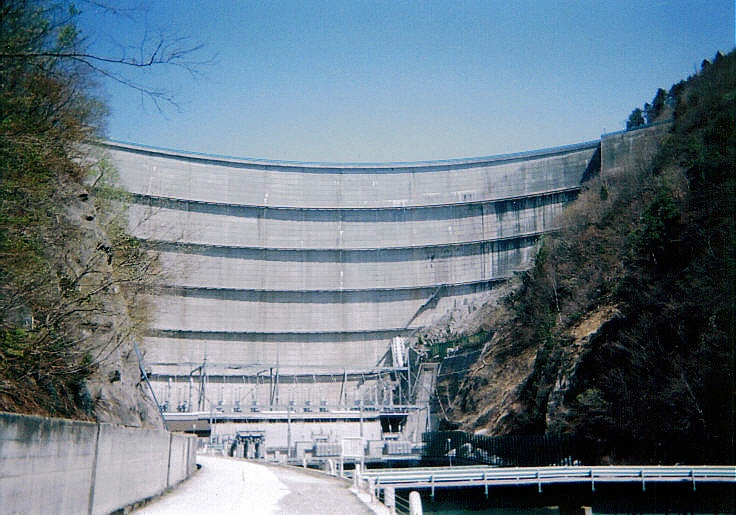
야기사와 댐. 도네강 수계의 댐들 중 가장 많은 저수용량을 자랑한다.

《도네 특정 지역 종합 개발 계획》을 시행하던 무렵의 일본은 한국 전쟁 특수 경기로 경제적으로 크게 성장하고 있었다. 경제 성장은 급격한 공업용수 수요의 증가를 야기했으며, 일본의 인구는 도쿄를 중심으로 급격히 증가하고 있었다. 1957년에 도쿄도민을 위한 용수의 공급지로 다마강에 오고우치 댐을 만들었지만, 급격한 수요 증가를 막기엔 턱없이 모자라 도쿄에서 올림픽이 열리던 1964년에는 도쿄도를 중심으로 대규모 갈수 사태가 일어났다. 또 농업 기술이 발전하면서 경작할 수 있는 대지는 늘어났지만, 그만큼을 충족할 수 있는 농업용수는 없었다. 결국 1958년년, 도네강 하류를 중심으로 염해가 발생하여 많은 농지가 피해를 입었다. 이처럼 1950년대 ~ 60년대 당시 일본의 수도권에서는 물의 확보가 긴급한 과제였다.
일본 국회는 1961년 수자원 발전 촉진법을 제정하였으며, 1962년에 일본 정부는 나중에 독립행정법인 수자원 기구로 전환하는 "수자원 개발 공단"을 발족시켰다. 또, 정부는 도네강과 오사카권의 요도강, 나고야권의 기소강, 후쿠오카권의 지쿠고강 등을 대상으로 수자원 광역 종합 계획을 시행했다. 우선 1967년과 1968년에 각각 야기사와 댐과 시모쿠보 댐을 건설하였고, 1969년에는 중류부에 도네 댐(利根大堰)을 건설하였다. 또한 수자원 개발 공단은 도네 도수로 (무사시 수로·아사쿠 수로)를 건설하여 도네강과 아라카와강을 연결해 도쿄도 수도국의 아사카 정수장으로 물을 보내어 도쿄도민의 물 수요를 채우고자 하였다. 한편 1971년에는 도네강 하구언을 건설해 염해의 방지와 수도권의 물 공급량 증가를 도모하는 한편, 상류부에는 1969년에 군마 용수를 건설해 아카기산, 하루나산 등지를 새로이 개간케하고자 했다. 중류부에는 미누마다이 용수와 사이타마 용수로를 정비하여 간토 중앙부의 관개 시설을 보완하였고, 보소반도 중남부에서는 인바 늪을 간척 (1968년)하고 보소 도수로를 1997년에 신설하였다. 또, 가스미가우라호에서도 1963년에 지었었던 히타치 강 수문을 이용해 호수를 댐으로 만드는 《가스미가우라 종합 개발 사업》 (1996년)을 시행했다. 한편 1976년에는 구사키 댐, 1991년에는 나라마타 댐을 완성하여 수도권의 치수 및 이수를 강화했다. 이와 같은 계획을 차차 진행하던 중, 공단은 1974년에 도네강의 개발 계획과 아라카와강의 개발 계획을 아우른 《도네강·아라카와강 수계 수자원 개발 기본 계획》을 수립했다.
도네강은 1964년에 개정한 하천법에 따라 1급 하천이 되었고, 이후 환경성이 도네강의 치수 사업을 계속 주도하게 되었다. 1965년에는 《도네강 수계 공사 실시 기본 계획》이 책정되었는데, 이 계획은 이후 도네강 치수를 위해 지켜야 할 새로운 방침이 되었다. 정부는 이 새로운 계획의 책정에 따라 도네강의 기본고수용량을 계속 상향하여, 지금의 도네강의 기본고수용량은 초당 22,000m3에 이른다. 이 사이 와타라세 유수지의 조정지화를 1997년에 완성했고, 유수지 안에 저수지를 만들어 유수지를 다목적 댐으로 이용하는 《와타라세 저수지 계획》도 1989년에 완성되었다. 또, 다나카 조절지 (1965년), 스고 조절지 (1960년)를 비롯한 여러 유수지도 제 모습을 갖추었다. 댐으로는 소노하라 댐과 가와마타 댐 (모두 1965년), 가와지 댐 (기누강, 1983년)이 새로 생겼고, 내수 범람의 방지와 새로운 용수의 확보, 데가호의 수질 개선 등을 목적으로, 도네강과 에도강을 연결하는 다목적 인공하천인 기타치바 방수로도 2000년에 완성했다. 2007년에는 나카가와강, 오오토시후루토네강 등의 물을 에도강으로 끌어내 홍수를 방지하기 위하여 2007년에 세계 최대 규모의 지하 하천인 수도권 외곽 방수로를 완성했다.
도네강과 도네강 수계는 이처럼 끊임없는 치수·이수 사업을 통하여, 도쿄권 뿐만 아니라 게이힌 공업 지대, 게이요 공업 지대, 가시마 임해 공업 지대 등의 수자원, 전력 자원으로 쓰이면서 일본 경제와 일본 국민의 삶의 질에서 없어서는 안되는 위상으로 자리잡게 되었다. 그러나 도네강의 치수 안전도는 100년 ~ 200년에 한번 준설해야 하는 수준으로, 도네강 유역과 인구밀도가 비교적 비슷한 독일의 라인강 수계의 안전도가 1,250년에서 길게는 10,000년에 한번 준설해야 하는 수준인 것에 비하면 턱없이 낮다. 또 도네강에서 퍼올리는 초당 123m3의 이수총량 중, 25%에 해당하는 초당 33m3의 양은 도네강의 유량이 충분할 때만 취수할 시 있으며, 기후 변화에 따라 강수량이 줄어들면서 도네강 수계의 댐 8곳에서 나오는 용수 보급량은 20% 감소했다. 이와 같은 치수·이수 상의 문제를 해결코자 일본 국토교통성은 《도네강 수계 하천 정비 계획》을 책정하려 하고 있으며, 그 사전 단계로 《도네강 수계 하천 정비 기본 방침》을 정했다. 이 방침에는 제방·호안의 정비와 기존 하천 시설의 유지·보수 외에 얀바 댐, 유니시 댐, 난마 댐 등의 다목적 댐 건설 사업, 이나토이 조절지의 굴착과 둑 공사, 그리고 도네강 방수로의 시공을 추진하고 있다.

### 개발과 지역 마찰

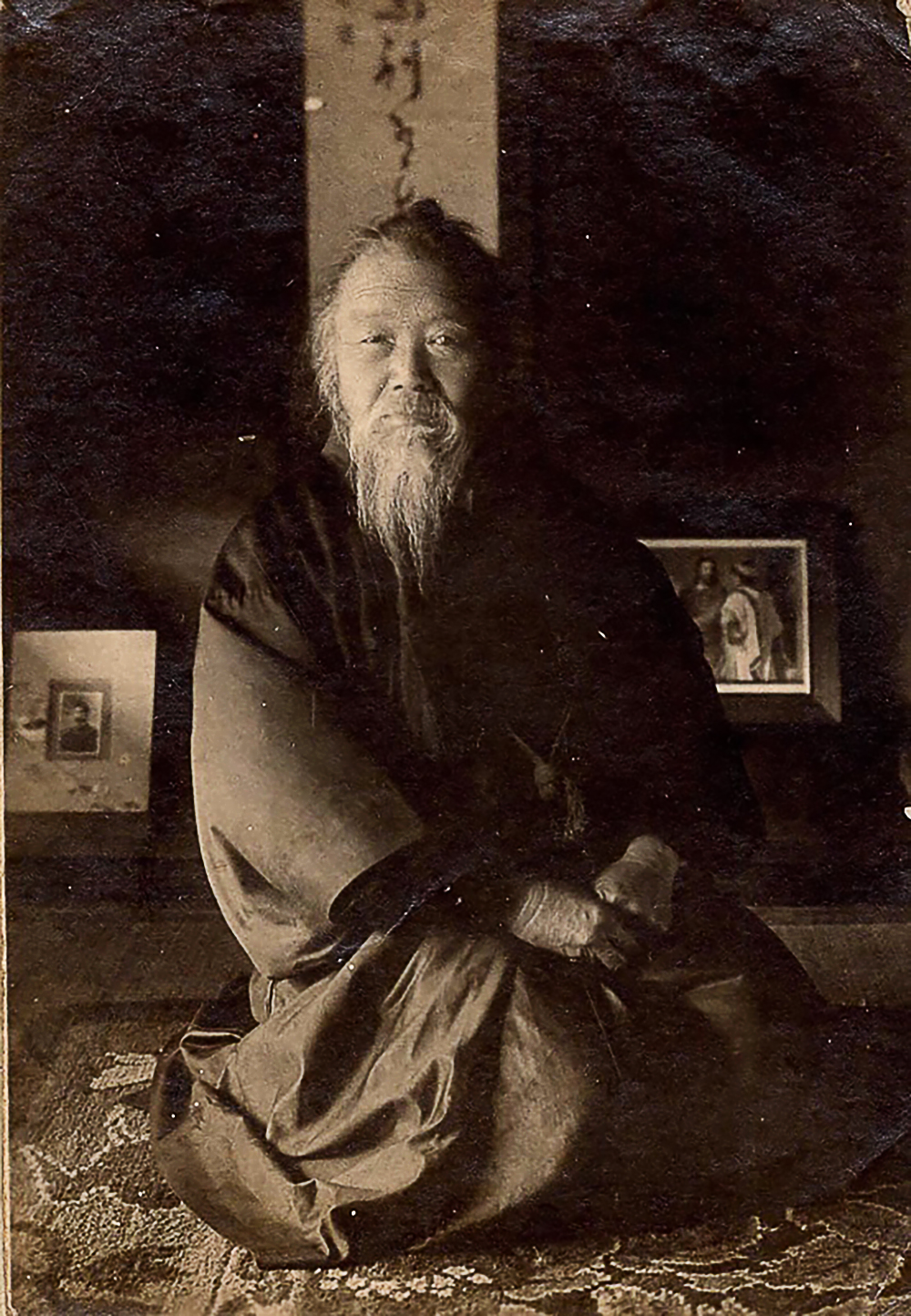
다나카 쇼조는 아시오 광독 사건의 해결을 위해 노력했으며, 와타라세 유수지의 건설을 반대했다.

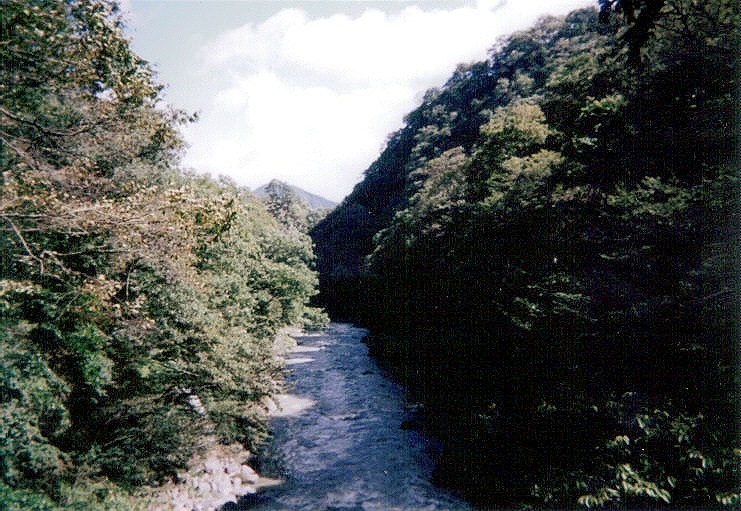
얀바 댐 건설 예정지 (2006년, 아가쓰마강). 1952년에 처음으로 계획한 이래, 아직도 완성하지 못했다.

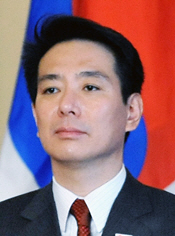
하토야마 유키오 내각의 국무교통대신이었던 마에하라 세이지.

도네강의 하천 개발로 말미암아 유역 주민은 혜택을 얻기도 했지만 개발에 따라 많은 희생과 불편을 감수해야 했으며, 이 때문에 지역 주민들끼리나 지방 자치단체들과 대립하고 있다.
1592년, 지금의 사이타마현 구마가야시 부근에 건설한 나카조 둑은 전부터 있었던 자연 제방을 증축하는 방식으로 만든 둑이었다. 이 둑은 주위에 있던 몇개의 둑들을 이어, 홍수가 일어났을 때 둑 상류부에 물을 막아두었다가, 강의 수위가 낮아지면 자연적으로 도네강으로 물율 흘려보내는 유수지의 기능을 맡고 있었다. 나카조 둑의 홍수 조절량은 초당 4,000m3로, 현재 도네강 상류에 있는 8곳의 댐과 맞먹는 처리 능력을 발휘했으며, 물이 정해진 용량을 넘으면 시노부(지금의 교다시) 쪽으로 흘려보냈다. 이 때문에 둑 상류의 가미고 지구와 하류의 시모고 지구는 둑을 어떻게 운용하는 지를 두고 이해 관계가 엇갈려 줄곧 대립해왔다. 가미고 지구는 나카조 댐의 높이를 가능한 최대한 낮춰 홍수 피해를 막으려 한 한편, 시모고 지구는 반대로 둑을 최대한 높여서 홍수 피해를 막고자 했다. 때문에 홍수로 파괴된 둑을 다시 복구할 때마다 두 지역은 이 문제를 두고 크게 반목했다. 에도 시대에는 막부의 절대적 통제 하에 두 지구가 공동 조합을 결성해 문제를 해결했지만, 메이지 시대에 이르러 중앙의 통제력이 약해지면서 나카조 댐을 대신할 새로운 둑의 건설을 요구하는 가미고 주민들과, 나카조 둑을 이대로 유지·보수하기를 요구하는 시모고 주민들이 다시 대립하기 시작했으며, 나중에는 경관대와 주민들이 충돌하고 사이타마현 의회가 현지사의 불신임 결의를 채택하는 등 현 전체로 혼란이 번지기에 이르렀다. 마침내 내무성이 도네강 개수 계획의 하나로 지금과 같은 연속 제방 방식을 채택하여 사태를 수습했지만, 뛰어난 치수 능력을 발휘하고 있었던 나카조 댐의 기능은 이 방식으로 인해 약해졌다. 또 《도네강 개수 증보 계획》의 책정 이후로 정부가 추진하고자 했던 고카이 강의 이설 계획은 새로운 물길이 지나갈 기타소마군 도네정 주민들을 중심으로 격렬한 반대 여론에 부딪쳐, 1953년 11월에는 취재를 위해 지역을 찾은 아사히 신문, 요미우리 신문, 마이니치 신문 등의 기자단을 성난 주민들이 감금하고 집단 폭행하는 사건이 터지기에 이르렀다. 결국 1980년에 정부는 치수 계획을 개정하면서 고카이강의 이설 계획을 폐지하고, 대신 강의 제방을 보수하기로 하였다.
한편 댐과 유수지를 건설하면서도 많은 주민들이 원래 살던 곳에서 떠나야 하는 등의 희생을 치러야 했고, 이로 인해 주민들의 불만이 커져 마찰이 잦아졌다. 와타라세 유수지는 원래 아시오 광독 사건의 대책으로 계획한 것이지만, 건설 예정지 주변에 살고 있던 도치기현 시모쓰가군 야나카촌(지금의 도치기시의 일부) 주민 300세대가 유수지를 건설하게 되면 떠나야 했기 때문에 다나카 쇼조 등을 중심으로 반대 운동이 일어났다. 하지만 일본 정부는 여론을 무시하고 토지 수용법에 따른 강제 집행을 시행하여 주민들을 뿔뿔이 흩어놓았으며, 야나카촌은 결국 사라졌다. 또 전쟁 이후의 《도네강 개정 개수 계획》에 들어가 있었던 후지와라 댐은 지역 주민의 양해를 구하지 않고 일방적으로 공사를 개시했다가 주민들의 반대에 부딪치게 되었다. 이 문제는 군마현의 중재와 함께, 당시 새롭게 부임한 댐 공사 책임자가 지역 주민들과 타협을 시도하면서 가까쓰로 무마할 수 있었다. 가타시나강의 소노하라 댐에서도 오이가미 온천의 일부가 물속으로 가라앉게 되자 주민들이 반대 운동을 주도했다. 오이타현 시모우케 댐 예정지에서 일어난 하치노스 성 분쟁, 지쿠고강의 마쓰하라 댐 반대 운동 등과 더불어 "동쪽의 소노하라, 서쪽의 마쓰하라와 시모우케"로 불릴 정도로 규모가 컸다. 또 아가쓰마강의 얀바 댐은 가와라바 온천의 수몰을 반대한 주민들의 계속된 반대로 계획이 시작된 1952년 이후 60년이 넘도록 완성하지 못하고 있으며, 누마타 댐은 수몰 세대가 2,200세대에 이르렀기 때문에 누마타시민들 뿐만 아니라 군마현민들도 반대 운동에 나서 우여곡절을 치른 끝에 1972년 제1차 다나카 가쿠아에 내각이 계획을 백지화했다. 1973년, 일본 정부는 수몰 지역의 생활권 보존 대책으로 《수원지역대책특별조치법》을 시행하여, 가와지 댐, 기류카와 댐, 얀바 댐, 난마 댐, 유니시가와 댐, 가스미가우라호 등의 주위에 살던 주민들에게 보상금을 지급하고, 주변 지역의 집중 개발을 추진하는 한편, 댐 건설과 호수 개발로 이득을 보는 하류 지역의 지방자치단체로부터 돈을 걷어 재단법인 "도네강·아라카와강 수원지역대책기금"을 1976년에 설립하여, 수몰 지역을 위한 대책 마련에 힘썼다.
광역 하천 개발을 두고도 이해 관계에 따른 대립이 커졌다. 《도네강 개수 증보 계획》으로 등장한 도네강 방수로 계획은 태풍 캐슬린으로 심각한 피해를 입은 도쿄도와 사이타마현에서는 찬성했지만 데가호와 인바 늪의 개발이 늦어질 것을 우려한 지바현은 반대하는 등 지방 자치단체마다 의견이 달랐으며, 용지 매수와 막대한 사업비 도출에도 어려움이 있었기 때문에 시행되지 못했다. 이렇게 사업을 질질 끄는 사이 방수로 건설 예정지에는 주택이 들어서고 주민들이 경작지로 사용하면서 지금까지 착공을 하지 못하고 있다. 또 오제하라 댐 계획은 댐의 환경 파괴를 우려한 후생성 (지금의 후생노동성), 문부성 (지금의 문부과학성), 일본자연보호협회가 반대했으며, 다다미강 및 아가노강의 수리권(水利權)을 갖고 있었던 후쿠시마현, 니가타현도 반대했다. 거기에 댐 계획을 통해 도네강 수계의 분수를 요구했던 도쿄도 등 간토 지방의 1도 5현과 격렬하게 대립한 후쿠시마현, 니가타현 쪽으로 도호쿠 지방의 다른 현들도 개입하여 오제하라 댐 계획과 도네강 수계의 분수는 간토 지방과 도호쿠 지방 간의 정치적 지역 갈등으로 발전했다. 이 문제는 1996년에 사업 책임자 도쿄 전력이 오제의 수리권을 포기하기로 하여 종식되었다.
1990년대 이후에는 환경 보호와 공공 사업에 대한 여론이 커지면서, 댐 사업을 비롯한 하천 개발도 일본 국민들로부터 비판의 대상이 되었다. 이러한 여론을 수용하여, 제2차 하시모토 내각이 대규모 공공 사업을 축소 하였으며, 제1차 고이즈미 내각도 도네강 수계에 있던 가타시나강의 도쿠라 댐 계획 등을 중지했다. 2009년 제45회 중의원 의원 총선거에서 승리하여 여당이 된 민주당의 하토야마 유키오 내각에서, 국토교통대신이 된 마에하라 세이지는 얀바 댐 계획을 비롯하여 계획 중이거나 건설 중인 국토교통성 직할 댐 사업의 동결을 발표했다. 하지만 하천 개발로 이익을 얻고 있었던 도쿄도를 비롯한 하류 지역 지방 자치단체들과, 댐 건설 예정지였던 아가쓰마군 나가노하라정, 가와라바 온천 조합 등은 마에하라의 발표에 크게 반발하여 민주당 정권과 대립하게 되었다. 고규격 제방도 2010년 국정감사에서 폐지하기로 결정했으나, 이시하라 신타로 현 도쿄도지사는 "댐 건설은 중요한 사업"이라며 내각의 결정을 비판했다.
2008년에 내각부 중앙방재회의가 발표한 자료에 따르면, 도네강에서 태풍 캐슬린이 불어왔을 때와 같은 홍수 피해가 발생하면 최악의 경우 3,800명이 죽고, 160만명의 수재민이 발생할 것으로 예측된다. 이 때문에 일본 댐 협회를 비롯한 하천공학 전문가 단체들은 "얀바 댐 등의 치수 공공 사업은 반드시 해야 할 일"이라고 지적하고 있다. 다른 한편으로 시민단체가 얀바 댐 등의 사업 부담금 징수에 대한 정지 소송을 재판소에 낸 바 있으며, 2000년대에 이르러 하천 사업에 대한 다양한 의견이나 정부의 방침 전환으로 도네강의 치수·이수 사업도 새로운 전환점을 맞았다.

## 주해
1. ↑  가라스 강의 지류인 가부라 천의 2차 지류인 미나미마키가와 천의 3차 지류, 우마사카 천이 나가노 현 사쿠 시에서 발원한다.
2. ↑  오제실잠자리 보관됨 2012-10-17 - 웨이백 머신 (オゼイトトンボ)와 홋카이도실잠자리 보관됨 2012-10-17 - 웨이백 머신 (エゾイトトンボ)류로, 이들은 일본 도호쿠 지방과 홋카이도를 중심으로 퍼져있는 종이다.
3. ↑  고쿠초 (国蝶 국접[*])
4. ↑  일명 "하코네산도롱뇽" (Onychodactylus Japonicus)이라고도 부르며, 지리산 등지에 서식하는 한국꼬리치레도롱뇽과 서식 환경이 거의 비슷하다고 알려져 있다. (참고 기사)
5. ↑  잉어목 납줄개아과에 속하는 물고기로, 일본 고유종이다. 학명은 Acheilognathus typus이다.
6. ↑  한자는 시네쓰히코 (しいねつひこ)라고도 읽을 수 있다.
7. ↑  대한민국의 비슷한 예로는 금강이 있다. 금강 중, 충청남도 부여군 (구 백제 사비성 일대)을 지나는 지역에 한해 백마강 (白馬江)이라 불리고 있다. 관련 기사 보관됨 2015-03-04 - 웨이백 머신.
8. ↑  일본에서, 국토교통성과 수자원기구가 관리하는 댐 및 주변 구간은 모두 국토교통성이 관리하고 있다. 이를 특정 수리 (特定水利)라 한다.
9. ↑  遺留湖. 원래 다른 호수와 하나였다가, 외따로 떨어진 호수를 가리킨다.
10. ↑  일명 "아바레가와" (暴れ川)라는 별명으로 불렸는데, 이는 직역하면 "사나운 강"이라는 뜻이다.
11. ↑  경(頃)은 고대 일본에서 쓰이던 토지 면적 단위였다. 1경 당 약 1Ha에 해당한다. 이 홍수로 약 2,000Ha의 면적이 피해를 입었었다.
12. ↑  지금의 도쿄도 및 사이타마현 일대를 다스리던 율령국의 하나였다.
13. ↑  약 158,677,686m2에 해당한다. 1정보는 3000평으로 계산하며, 1평은 약 3.3m2이다.
14. ↑  약 661,586,777m2에 해당한다.
15. ↑  같은 이름을 쓰는 용수로가 이바라키현 미토시에도 있다. "비젠쿄 용수"라는 이름은 다다쓰구의 당시 관직 이름이었던 "비젠노카미"에서 유래했는데, 비젠은 지금의 주고쿠 지방 오카야마현 동부를 가리키는 옛 이름으로 도쿄를 중심으로 한 간토 지방과는 관계가 없는 지명이다.
16. ↑  수도 지역의 수해를 막기 위해 치수 사업을 벌인 비슷한 예로, 18세기 조선 왕조가 한양에서 실시한 청계천 준설 사업이 있다. 관련 기사.
17. ↑  《시모우사노쿠니 큐지코》 (下総国旧事考)에는 1621년에 개착 사업을 실시했다고 적혀 있으나, 《신펜무사시후도키코》 (新編武蔵風土記稿)에는 1624년에 실시했다고 적혀 있다.
18. ↑  1839년에 지금의 도요타 둑을 건설할 때, 이나 다다쓰네가 1667년에 인근에 지었던 둑을 원형으로 참고했다고 전해진다.
19. ↑  야소베에(弥惣兵衛)는 본명이며, 공적인 장소에서는 자신의 휘(諱)인 다메나가(為永)를 사용했다.
20. ↑  시기는 간에이 연간 (1624년부터 1641년까지)이며, 정확한 연도는 알려지지 않았다.
21. ↑  따라서 "미누마다이"란 미누마 (見沼)를 대신 (代)한다는 뜻으로, 미누마다이 자체가 하나의 지명인 것은 아니다.
22. ↑  "보다시"가 설치된 시기는 네기시 몬조의 《도네강 치수고》의 덴포 연간설 (1830년대) 외에 토목학회의 《메이지 이전의 일본 토목사》의 간에이 연간설 (17세기 초)도 있다.
23. ↑  에도강, 기누강, 고카이강, 도네강 하류 지역을 관할한다는 데에서 이러한 이름이 붙게 되었다.
24. ↑  일명 "구 하천법"으로, 제2차 세계 대전 이후 대폭 수정되었다.
25. ↑  도네강, 기타카미강, 나루세강, 에아이강, 모가미강, 시나노강, 조간지강, 기소강, 요도강, 요시노강, 지쿠고강을 합쳐 10수계라 불렀다. 시나노강과 조간지강을 제외한 나머지 수계에는 모두 1개 이상의 댐이 세워졌다.
26. ↑  링크된 시모쿠보 댐의 전신으로, 간나강 수계에 있다.
27. ↑  지금의 도쿄도 23개구는 제2차 세계 대전 이전에는 하나의 시였다. 이후 주변 도시들을 통합하여 도쿄도를 설치했다.
28. ↑  "료소" (両総)는 가즈사국과 시모우사국을 가리킨다. 지바현을 비롯한 간토 지방 동쪽 지역의 옛 이름이었다.
29. ↑  이로 인해 도쿠시마현에서 건설성 (지금의 국토교통성)이 추진하던 호소가와우치 댐 계획 (나카강)을 비롯하여 여러 댐 계획들이 동결되거나 백지화되었다.

## 참고 자료
- 일본 국토교통성 하천국, 《도네강 수계 하천 정비 기본 방침》, 2005년.
- 재단법인 국토개발기술연구센터·도네 강 100년사 편찬위원회 엮음, 《도네강 100년사》, 1987년.
- 사단법인 일본하천협회 감수, 《하천편람 2004년판》, 국토개발조사회, 2004년.